# Бердянськ
Бердя́нськ (МФА: [berˈdʲanʲsʲk] ( прослухати)) — місто в Україні, з 27 лютого 2022 року знаходиться під окупацією російських військ, адміністративний центр Бердянської міської громади та Бердянського району на півдні Запорізької області, на північному узбережжі Азовського моря. Як місто засноване у 1836 році на місці козачих та рибальських поселень, які з'явилися тут у середині XVI століття. Перші поселенці — запорозькі козаки, які заснували на місці майбутнього міста форпост та поселення Запорізької Січі і займалися землеробством, рибальством, тваринництвом, бджільництвом.
Розвинулося на базі морського порту в затоці Бердянської коси. Навколишні лимани містять унікальні цілющі грязі. Морський, кліматичний і грязьовий курорт. Відстань до обласного центру становить 200 км і проходить автошляхом Н30. Північною околицею міста проходить М14E58.

## Назва
Після заснування у XVI ст. поселення мало назву Новоногайськ (від ногайців, що оселилися тут на той час). Також до 1841 року мало назву Берда. Згодом отримало сучасне найменування Бердянськ, яке походить від розташування у гирлі річки Берда (від ногайського берди — «даний богом», «багатий»). З 17 липня 1939 до 26 червня 1958 року місто мало назву Осипенко, на честь радянської льотчиці Поліни Осипенко.
Згідно з Правописом 1928 року назва міста була Бердянське.

## Влада міста
Під час виборів 2020 року міським головою м. Бердянськ було обрано Валерія Баранова.
18 листопада 2021 року повноваження Валерія Баранова було достроково припинено рішенням сесії Бердянської міської ради за його особистою заявою. Обов'язки міського голови в період з 18.11.2021 року по 18.10.2022 року виконував секретар Бердянської міської ради Олександр Свідло.
18 серпня 2022 року Розпорядженям Президента України начальником Бердянської міської військової адміністрації призначено Вікторію Галіціну, повноваження якої визначено Постановою Верховної ради України. 
У травні 2024 року Вікторія Галіціна призначила на посади заступників міського голови Богдана Сушка і Руслана Пидорича. Обидва внесені до бази "Миротворець" за ознаки злочинів проти національної безпеки України, миру, безпеки людини та міжнародного права.
16 жовтня 2024 року Розпорядженям Президента України Вікторію Галіціну звільнено з посади начальника Бердянської міської військової адміністрації Бердянського району Запорізької області.

## Географія

### Розташування і фізична географія
У геологічному відношенні місто розташоване на схилі Українського кристалічного щита, що заглиблюється на 500—1000 м та Причорноморської западини. Для міста характерний рівнинний ландшафт, який представлений Приазовською рівниною, а також сучасною терасою Азовського моря та Бердянською косою. Малопідвищений хвилястий рельєф верхньої, нижньої частини міста та Бердянської коси сприяє соціально-економічному розвитку міста.
На території міста знаходяться об'єкти природно-заповідного фонду: загальнодержавний ландшафтний заказник «Заплава річки Берда», що розташований на Бердянській косі (площа 564 га); ландшафтний заказник місцевого значення «Оголовок Бердянської коси» (площа 215 га).
11 січня 2005 року Верховною Радою України прийнято Закон України від 11 січня 2005 року № 2305-IV «Про оголошення природних територій міста Бердянська Запорізької області курортом державного значення».

### Клімат
Клімат близький до помірного, із тривалим сухим, спекотним, з великою кількістю сонячних днів літом, і короткою, малосніжною, м'якою, з частими відлигами зимою. Середньорічна температура повітря змінюється від 8,0 °С до 11,7 °С, у середньому за багаторічний період вона становить 9,8 °С. Липень — найтепліший місяць із температурою ≈23.1 °C, січень — найхолодніший з температурою ≈ -2.9 °C.
За кількістю атмосферних опадів місто Бердянськ входить до зони з недостатнім зволоженням. Середня річна сума опадів у регіоні становить 467 мм. Переважно вітри східних і південно-східних румбів, повторюваність яких становить 40-50 %.
Поява льоду відбувається пізніше, ніж на інших узбережжях Азовського моря та припадає на початок січня. Льодовий покрив тримається до середини березня. Число сонячних днів на рік становить у середньому 179 днів.

## Історія

### Заснування та розвиток
Населений пункт розбудовувався від маленького поселення та пристані, побудованого у 1673 році запорозькими та азовськими козаками, до досить великого міста обласного значення, що є великим транспортним вузлом і відомим курортом.
1 липня 1830 року пройшла офіційна церемонія відкриття пристані. Поселення отримало назву Ново-Ногайськ і 1835 року отримало статус міста. 1835 року завершено будівництво порту. Для збільшення безпеки судноплавства, 1838 року було побудовано Нижній Бердянський маяк. Населення міста 1838 року становило 3 200 жителів.
1 січня 1841 року спеціальним указом царя Миколи I місто було перейменовано в Бердянськ.
1842 року Бердянськ став центром Бердянського повіту. У місті відкрили міську і повітову поштові станції. Відкрилася парафіяльна школа. 17 листопада 1844 року, був затверджений перший герб Бердянська та Бердянського повіту

Герб 1844 року

### Українська революція
У 1917 році акціонерне товариство «Матіас» почало будувати в Бердянську аеропланний завод. Щорічне відвідування суднами морського порту склало 350—360 суден. З початком Української революції та Першої радянсько-української війни, у грудні 1917 року, місто зайняли більшовики, проти яких у квітні 1918 року вибухнуло повстання. Протягом наступних трьох років місто перебувало послідовно під владою Української Центральної Ради Центральної Ради, гетьманату, більшовиків, денікінського уряду та знову більшовиків. За результатами перших українських визвольних змагань остаточно опиняється під радянською окупацією.

### Радянський період
У 1924 році Первомайський завод (колишній Гріевза) почав випускати сільськогосподарські машини. У 1925 році почали працювати педагогічний та механічний технікуми. У 1930 році були побудовані і прийняли своїх перших відвідувачів краєзнавчий та художній музеї. У 1933 році відкрили педагогічний інститут. У 1937 році вступила в дію міська електростанція. Крекінг-завод видав свою першу продукцію — автомобільний бензин і мазут.
З 7 червня 1939 по 1958 рік місто називається Осипенко на честь Героя Радянського Союзу, льотчика Осипенко Поліни Денисівни.
Протягом Другої світової війни окупований військами Німеччини 7 жовтня 1941 року, звільнений — 17 вересня 1943 року (ця дата відзначається з 1996 року як День міста). Під час німецької окупації місто було адміністративним центром Бердянського ґебіту.
У 1948 році було розпочато будівництво кабельного заводу «Азовкабель», який у 1950 році видав першу продукцію. У 1958 році в Бердянську став до ладу завод скловолокна, оснащений новітньою технікою того часу. У 1963 році для вирішення проблеми водопостачання міста, на річці Берді створено водосховище. У 1971 році був побудований великий винокомбінат. У 1973 році була розпочата газифікація Бердянська — до міста підведена лінія природного газу.
Станом на 1976 рік у місті мешкало 117 тисяч осіб, у 1989 році — 133 тисячі.

### Незалежна Україна

#### Кінець XX — початок XXI століття
У червні 2002 року в місті почала функціонувати муніципальна міліція.
1 вересня 2004 року було завершено 18-літнє будівництво 175-кілометрового Бердянського водоводу від Каховського магістрального каналу Р-9 (що йде від річки Дніпро) до Бердянська — у міста з'явилося джерело водопостачання, яке задовольняє вимогам, що пред'являються до питної води.
11 січня 2005 року Верховна Рада України визнала місто Бердянськ курортом державного значення.
1 червня 2006 року на початку Бердянської коси було відкрито найбільший в Україні аквапарк — перше масштабне будівництво нового об'єкта туристичної інфраструктури в місті з початку 90-х років XX століття.

#### Російсько-українська війна
Під час російського вторгнення в Україну 2022 року війська країни-агресора увійшли до Бердянську 27 лютого 2022 року. Мешканці Бердянська вийшли на протест проти російської окупації. 24 березня ударом українських сил було потоплено російський десантний корабель «Саратов».
19 квітня 2022 року окупанти призначили «заступником мера» місцевого двірника, який працював в КП «БердянськЕкоТранс». Тож у Бердянську російська окупаційна адміністрація створила фейкову «нову владу» з двірників та вантажників. Жоден керівник бюджетної установи чи комунального підприємства у Бердянську не перейшов на бік окупантів, тому вони вирішили створити т.зв. «мерію» зі слюсарів, прибиральників та представників інших робітничих професій. Як результат, станом на початок грудня 2024 року, мешканці міста, які з різних причин не покинули тимчасово окуповану територію, зіткнулися з катастрофічною ситуацією стосовно відсутності необхідних житлово-комунальних послуг, зокрема водопостачання, централізованого теплопостачання та інших.

## Райони міста
Ландшафтно місто умовно можна розділити на три частини: Нижня частина міста, Нагірна та Коса.
Нижня частина складається з районів Центр (власне історичний Бердянськ), Колонія (місце мешкання німецьких колоністів на схід від Центру), Макорти та дальні Макорти (це продовження вулиці Рудєвої, яка простягається через заповідну зону до селища Новопетрівка, 3 століття тому це була основна дорога до Новопетрівській фортеці), рибальські прибережні райони Ліски (на захід) та Слобідка (на схід від центру міста).
Нагірна частина розташована на пагорбі, давньому морському березі, заселювалась від другої половини XX століття і складається з районів АЗМОЛ, 8 Березня, Скловолокно, АКЗ, Сільгосптехніка, Військове містечко.
Косу поділяють на Ближню, Середню та Дальню, на якій збереглося рибальське селище.

## Вулиці міста
18 лютого 2016 року на сесії Бердянської міської ради депутати ухвалили рішення «Про присвоєння назв вулицям, проїздам, площам, проспектам, скверам, бульварам в м. Бердянськ». На виконання вимог Закону України «Про засудження комуністичного та націонал-соціалістичного (нацистського) тоталітарних режимів в Україні та заборону пропаганди їхньої символіки» Бердянська міська рада перейменувала 70 вулиць.

## Населення
Станом на 1897 рік склад населення становив: 858 дворян, 97 осіб духовного звання, 366 купців, понад 1000 іноземних підданців. Налічувалося близько 19 тис. робітників, ремісників, дрібних торговців і членів їхніх родин, 4815 селян.
Станом на 1 жовтня 2011 року середньооблікова чисельність працівників, зайнятих у галузях економіки, склала 27,6 тис. осіб, у тому числі кількість працівників економічно активних підприємств — 23,5 тис. осіб, малих підприємств — 4,1 тис. осіб. За січень-вересень 2011 року середньомісячна заробітна плата працівників, зайнятих у галузях економіки, склала 1 960,2 грн або 114,4 % до рівня відповідного періоду 2010 року.
Етнічний склад міста був і залишається досить різноманітним:
| Народ                   | 1897   | 1897   | 1979 (%) | 1989 (%)   | 2001    | 2001    |
| Народ                   | (осіб) | (%)    | 1979 (%) | 1989 (%)   | (осіб)  | (%)     |
| ----------------------- | ------ | ------ | -------- | ---------- | ------- | ------- |
| українці                | 4 115  | 15,53  | 46,5     | 48,4       | 65 612  | 56,4    |
| росіяни                 | 17 502 | 66,06  | 46,5     | 45         | 43 480  | 37,38   |
| євреї                   | 2 771  | 10,46  | 0,5      | 0,3        |         |         |
| болгари                 | 130    | 0,5    | 4,2      | 3,9        | 3 942   | 3,39    |
| поляки                  | 105    | 0,4    |          |            |         |         |
| німці                   | 733    | 2,77   |          |            |         |         |
| кримські татари         | 290    | 1,1    |          |            | 192     | 0,17    |
| греки                   | 418    | 1,58   |          |            | 309     | 0,27    |
| білоруси                | 18     | 0,07   | 0,9      | 0,1        | 956     | 0,82    |
| вірмени                 | 74     | 0,3    |          |            |         |         |
| Загальна кількість осіб | 26 496 | 26 496 | 117 тис. | 136,2 тис. | 121 692 | 121 692 |

### Мовний склад
Рідна мова населення за даними перепису 2001 року:
| Мова            | Чисельність, осіб | Доля   |
| --------------- | ----------------- | ------ |
| Російська       | 91 650            | 75,27% |
| Українська      | 29 172            | 23,96% |
| Болгарська      | 416               | 0,34%  |
| Білоруська      | 119               | 0,10%  |
| Вірменська      | 95                | 0,08%  |
| Румунська       | 31                | 0,03%  |
| Ромська         | 16                | 0,01%  |
| Німецька        | 13                | 0,01%  |
| Грецька         | 13                | 0,01%  |
| Інші/Не вказали | 234               | 0,19%  |
| Разом           | 121 759           | 100%   |

В окупованому з березня 2022 року Бердянську окупаційна влада вживає заходів задля викорінення української мови та зросійщення міста: освітній процес у навчальних закладах проходить виключно російською. Підприємців змушують змінювати українськомовні рекламні вивіски на російськомовні, за відмову окупаційна влада погрожує притягувати до відповідальності. Також російська влада вживає заходів для зміни етнічного складу населення Бердянська, заохочуючи росіян переїжджати до міста.

## Економіка
Бердянськ є важливим промисловим центром у Приазов'ї. У місті розташовано близько 20 підприємств різних галузей: металообробки, харчової та нафтохімічної промисловостей, машинобудування. Найбільшими серед них є:
- ПАТ «АЗМОЛ»
- ПрАТ «Азовкабель»
- ТОВ «Азовгідромаш»
- Бердянський завод сільгосптехніки
- ПАТ «Бердянські жниварки»
- Бердянський хлібокомбінат
- Бердянський м'ясокомбінат
- Український науково-дослідний інститут кабельної промисловості

Обсяги реалізованої промислової продукції (робіт, послуг) у відпускних цінах підприємств (без ПДВ) за 2011 рік склали 1 632,4 млн грн., що становить 123,0 % до рівня 2010 року.
У місті банківські послуги надають близько 13 банків. Найбільше відділень мають ПриватБанк, Ощадбанк та А-Банк.
Найважливіше значення у житті міста і всього регіону має морський порт, через який, зокрема, здійснюються великі перевезення сільськогосподарської і металургійної продукції.
Велику роль в економіці міста відіграє курортна галузь: тут вздовж узбережжя розташовані десятки санаторіїв, баз відпочинку, сотні міні-готелів і квартир, які здаються влітку особам, що прибули до Бердянська на відпочинок; у туристичній справі задіяні також багаточисельні торговельні точки і розважальні заклади.

## Інфраструктура

### Галузь послуг

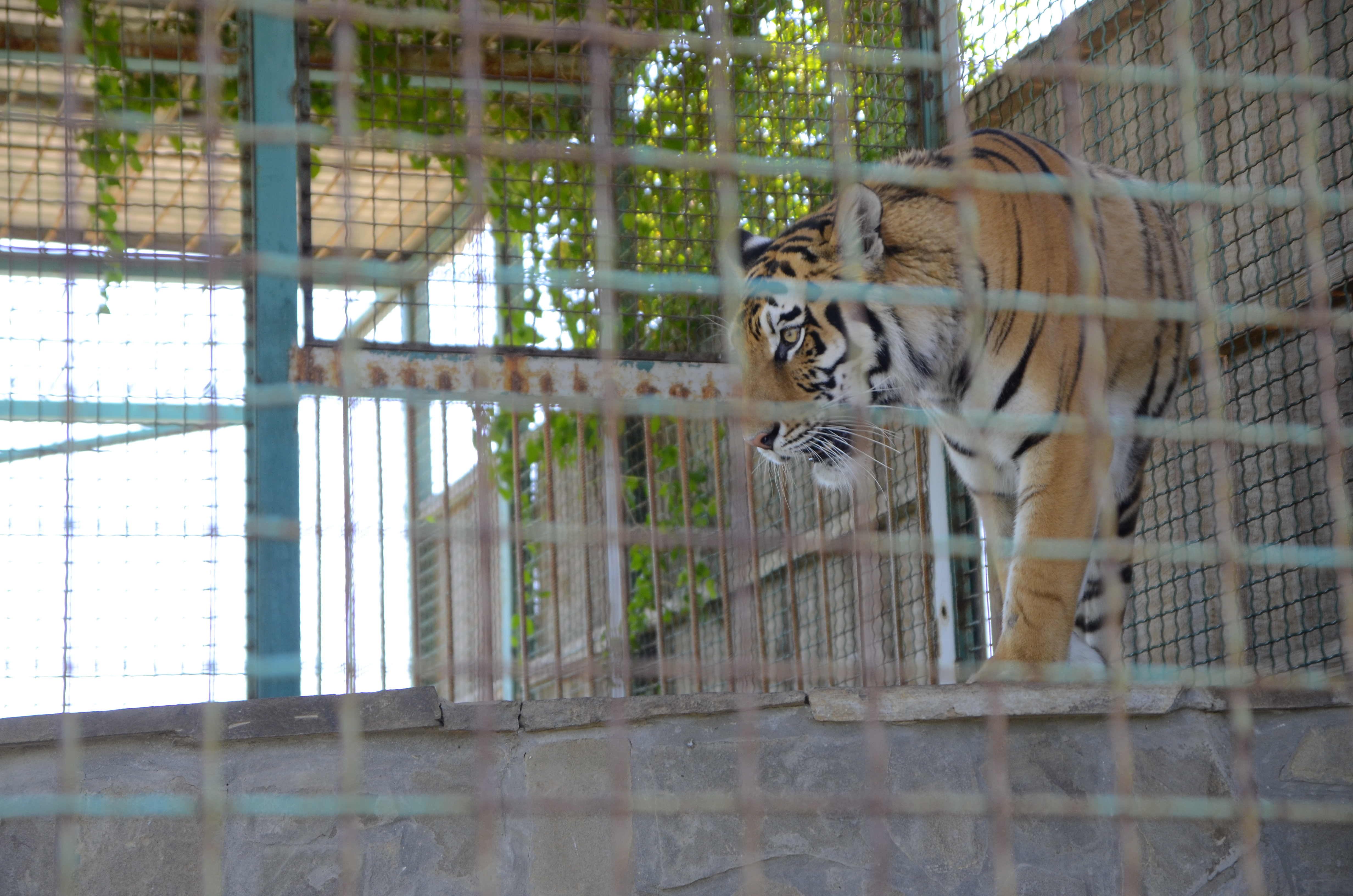
Тигр у місцевому звіринці

На території міста розташовано 2 417 об'єктів торгівлі, громадського харчування, галузі послуг. Функціонує 10 ринків і торговельних рядів, 1 — комунальної власності, 9 — приватної, з яких 2 — сезонного характеру.

### Транспорт
На 19 міських маршрутах працює 165 одиниць транспортних засобів. Функціонує десять служб легкового таксі, загальна кількість транспортних засобів — понад 500 одиниць.
Влітку додатково працюють сезонні маршрути з перевезення мешканців та гостей міста до місць масового відпочинку, сполучачи всі його мікрорайони з основними пляжами Бердянської коси та пляжу «Лазурний». Добре розвинена мережа міжміських та міжобласних автобусних маршрутів.
До міста прокладений автошлях національного значення Н30 (Василівка — Токмак — Бердянськ). За 3 км на північ від міста пролягає автошлях міжнародного значення М14E58 (Одеса — Новоазовськ).

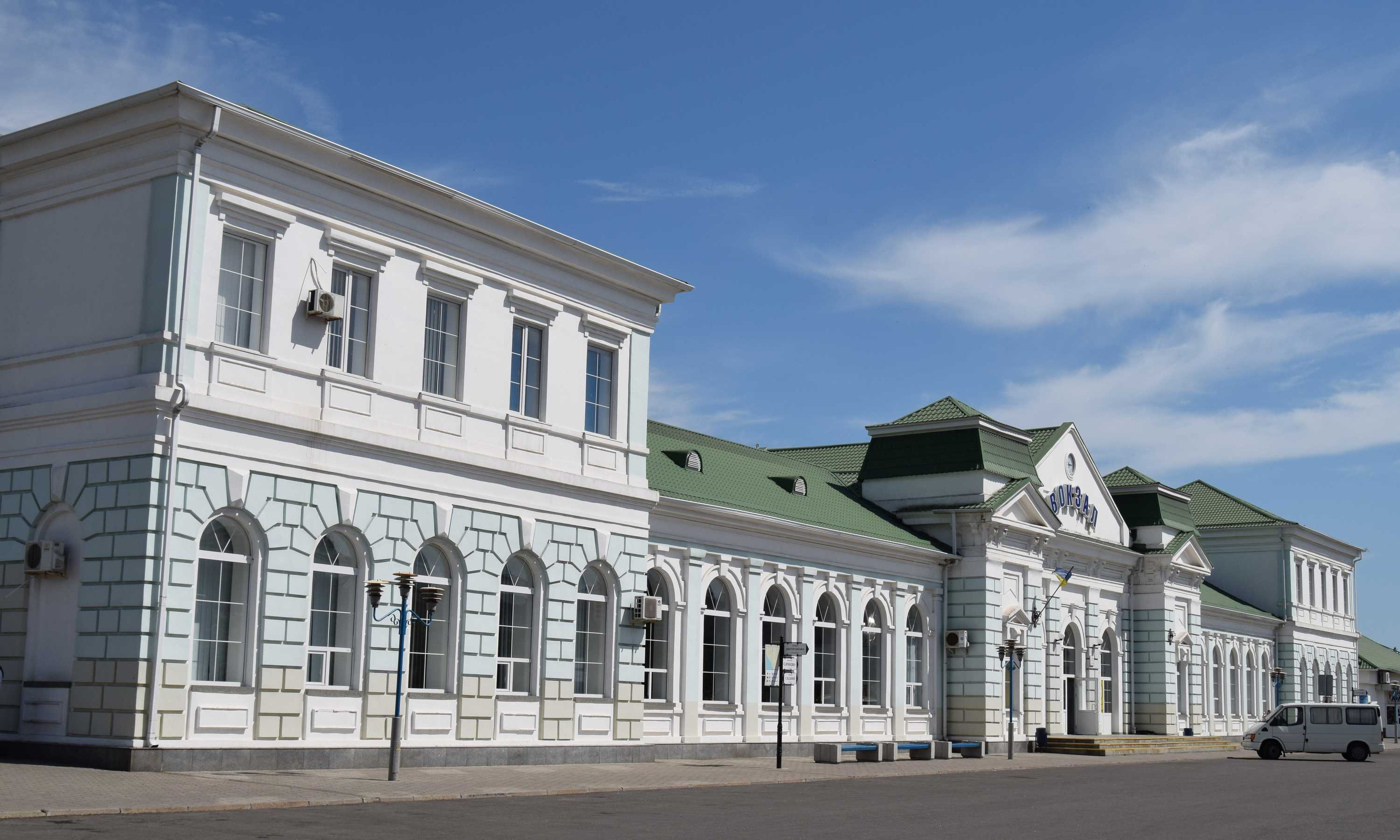
Залізничний вокзал станції Бердянськ

У місті розташована залізнична станція 1-го класу Запорізької дирекції Придніпровської залізниці. До міста є можливість щоденно дістатися  нічним швидким поїздом Київ — Бердянськ (призначений з 25 березня 2018 року). До 18 березня 2020 року курсував приміський поїзд сполученням Запоріжжя — Пологи — Бердянськ. Під час курортного сезону, зазвичай, призначаються додаткові пасажирські поїзди з Дніпра, Києва, Кривого Рогу, Львова та Харкова.
Значну роль у транспортній системі міста відіграє Азовське море. Бердянський порт добре відомий у світі як важливий морський порт Північного Приазов'я, куди заходять судна під прапорами багатьох країн.

### Курорт

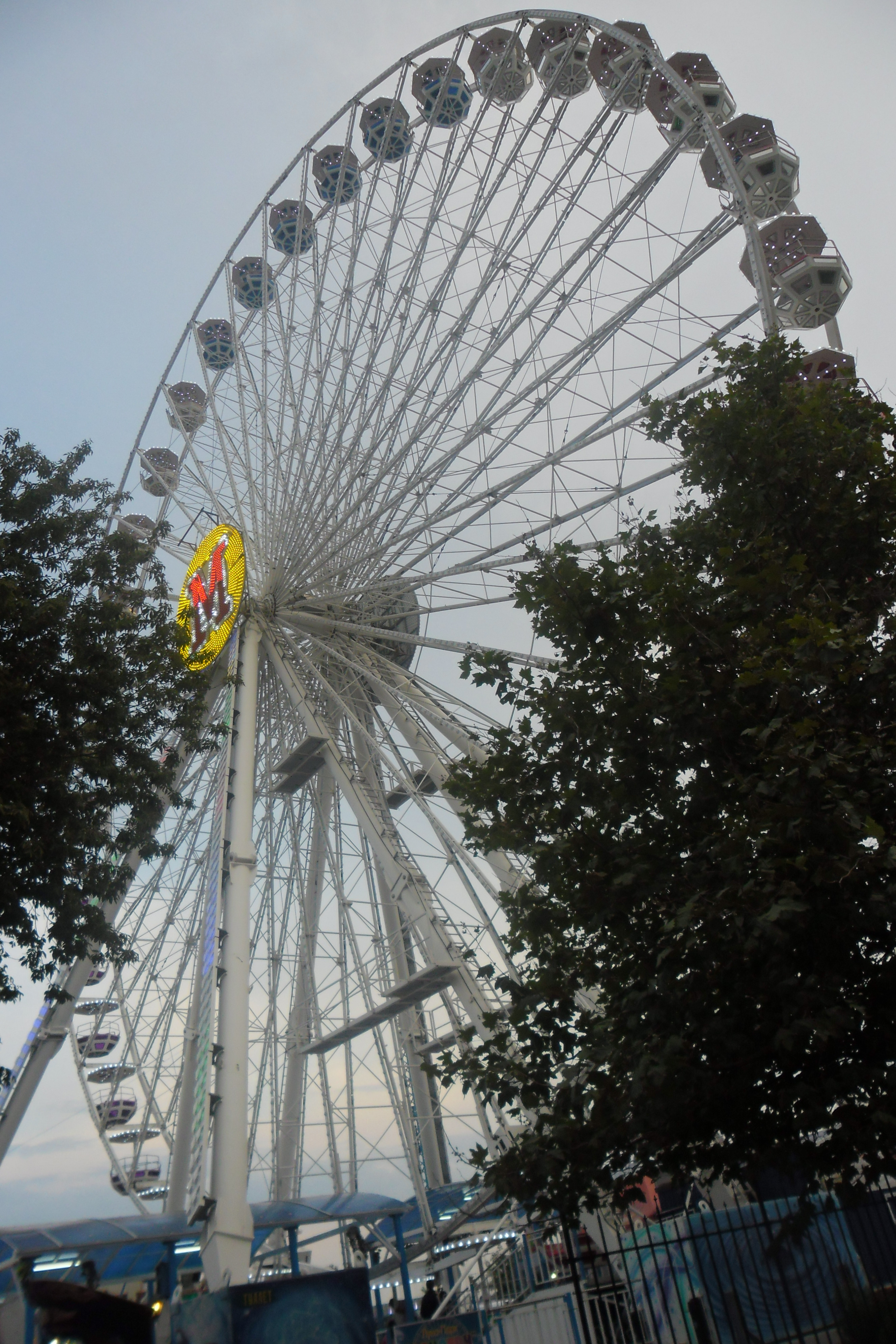
Атракціон «Оглядове колесо» — одне з найбільших у Європі

Бердянськ — грязьовий і кліматичний курорт.
У 1902 році на березі Червоного лиману було збудовано невелику дерев'яну споруду першої на цьому курорті грязелікувальні. За п'ять років заклад встиг прийняти більш ніж 1000 пацієнтів, а вже в 1914 році лише впродовж літнього сезону до Бердянська приїхало біля 3000 відпочивальників. До послуг курортникам надавались 74 мармурові ванни з можливістю приймати вуглекислі, сірчано-хвойні та сірчано-лужні ванни, а також купальні на лимані. Сонячно-грязьові процедури мали змогу одночасно отримати до 150 людей. З урахуванням зростаючої популярності курорту для зручності відпочивальників було прийняте рішення продовжити залізничну гілку Чаплине — Бердянськ (збудована у 1899 році) від станції Бердянск-Порт до Червоного лиману.
У 2005 році місто здобуло статус курорту державного значення. Лимани й солоні озера, розташовані біля гирла річки Берда на початку Бердянської коси, містять унікальні цілющі грязі та мінеральні джерела.
Основні лікувальні фактори: грязі та ропа лиманів, таласотерапія.
Показання: захворювання опорно-рухового апарату, нервової системи, гінекологічні, органів дихання нетуберкульозного походження.

### Військово-морська база
Наприкінці 2016 року в Бердянську було розпочате будівництво військово-морської база «Схід».
11 квітня 2020 року в ході візиту президента України Володимира Зеленського до Бердянську було презентовано проєкт реалізації військово-морської бази «Схід» ВМС ЗС України на Азовському морі.
13 серпня 2021 року по вулиці Макарова у Бердянську відбулося урочисте відкриття пункту базування дивізіону Морської охорони Маріупольського загону.

## Освіта

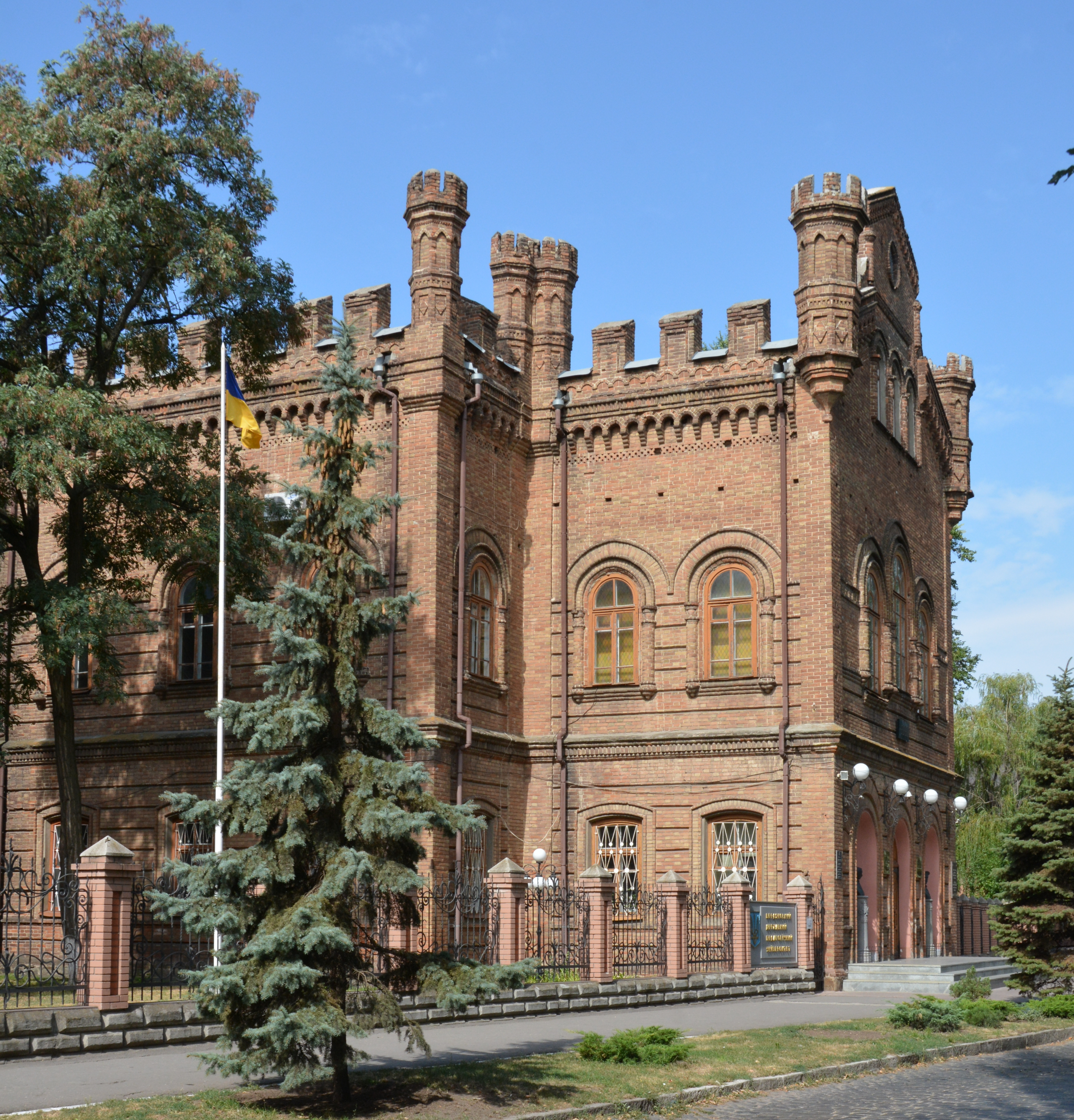
Бердянський державний педагогічний університет

### Вища освіта
- БДПУ — Бердянський державний педагогічний університет[23]
- БІДМУ КПУ — Бердянський інститут державного та муніципального управління Класичного приватного університету
- БУМіБ — Бердянський університет менеджменту і бізнесу

### Середня освіта
У Бердянську діє 21 заклад середньої освіти.

## Засоби масової інформації

### Місцеві телерадіокомпанії
- ТРК «ЮГ»
- «ТВ-Бердянськ»
- радіостанція «Азовська хвиля»

### FM-радіостанції
Через окупацію міста мовлення всеукраїнських та регіональних радіостанцій припинено.
| №п/п | Частота, МГц | Назва                                          | Потужність, кВт | Адреса вежі             | Передавач |
| ---- | ------------ | ---------------------------------------------- | --------------- | ----------------------- | --------- |
| 1    | 88.4         | Українське радіо / Українське радіо. Запоріжжя | 0.5             | вул. Руденка 4-А        | ЗФКРРТ    |
| 2    | 90.1         | Радіо Культура                                 | 0.1             | вул. Руденка 4-А        | ЗФКРРТ    |
| 3    | 90.9         | Країна ФМ                                      | 0.1             | вул. Руденка 4-А        | ЗФКРРТ    |
| 4    | 91.5         | Power FM (план)                                | 1               | вул. Руденка 4-А        | ЗФКРРТ    |
| 5    | 100.4        | Мелодія FM                                     | 0.5             | вул. Руденка 4-А        | ЗФКРРТ    |
| 6    | 101.0        | Radio Shanson                                  | 0.5             | вул. Руденка 4-А        | ЗФКРРТ    |
| 7    | 102.1        | DJ FM                                          | 0.25            | вул. Руденка 4-А        | ЗФКРРТ    |
| 8    | 103.4        | Формат FM                                      | 0.5             | вул. Руденка 4-А        | ЗФКРРТ    |
| 9    | 103.8        | Radio NV                                       | 0.25            | вул. Руденка 4-А        | ЗФКРРТ    |
| 10   | 104.4        | Радіо Промінь                                  | 0.25            | вул. Руденка 4-А        | ЗФКРРТ    |
| 11   | 106.0        | Азовська Хвиля                                 | 1               | Мелітопольське шоссе 20 |           |
| 12   | 107.5        | Радіо П’ятниця                                 | 0.1             | вул. Руденка 4-А        | ЗФКРРТ    |

### Друковані
- «Бердянськ 24»[25]
- «ТОП-прес»
- «Бердянські відомості»
- «Бердянськ діловий»
- «Південна зоря»
- «Ринг-експрес»
- «Бердянськ православний»
- «Город»

## Культура

### Території та об'єкти природно-заповідного фонду
- Парк імені Шмідта
- Острови Великий Дзензик, Малий Дзензик та архіпелаг Астапіха
- Ландшафтний заказник «Заплава річки Берда»
- Ландшафтний заказник «Оголовок Бердянської коси»
- «Дальні Макорти»
- Вікове дерево горіху грецького

### Заклади культури та мистецтва
- Бердянський краєзнавчий музей
- Філія Бердянського краєзнавчого музею — музей «Подвиг»
- Філія Бердянського краєзнавчого музею — меморіальний будинок-музей П. П. Шмідта
- Філія Бердянського краєзнавчого музею — Музей історії міста Бердянська
- Бердянський художній музей імені І. І. Бродського
- Бердянська міська централізована бібліотечна система
- Бердянський міський Палац культури імені Т. Г. Шевченка
- Бердянський підлітковий зоологічний клуб «Неон»
- Бердянський центр культури і мистецтв
- Бердянський центр культури і дозвілля «Софіт»

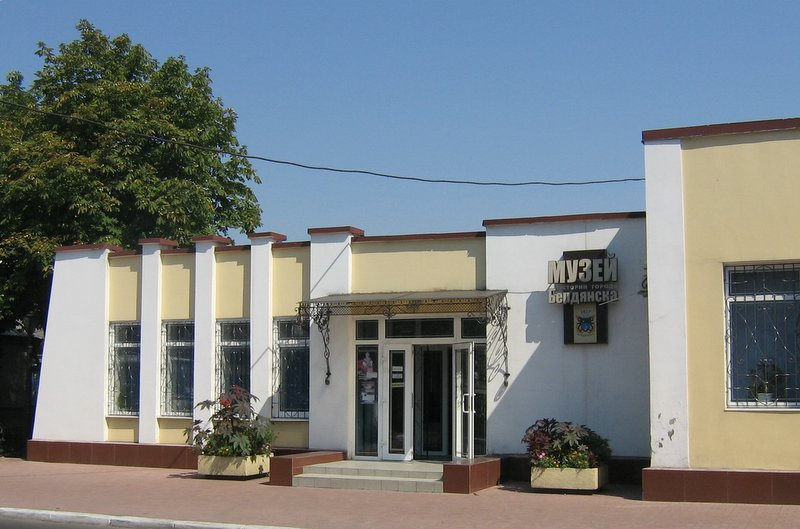
Музей історії міста Бердянська
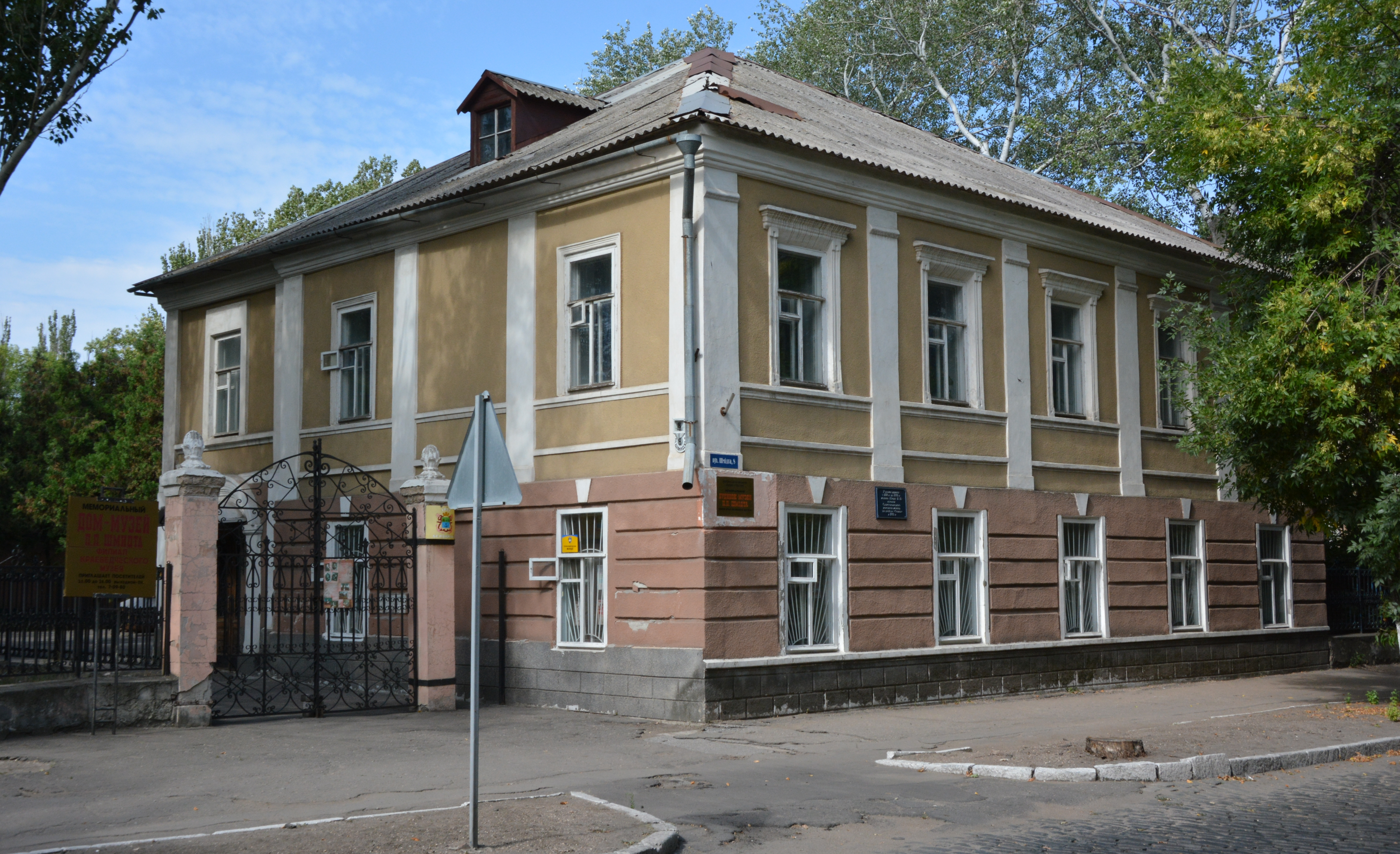
Меморіальний будинок-музей П. П. Шмідта
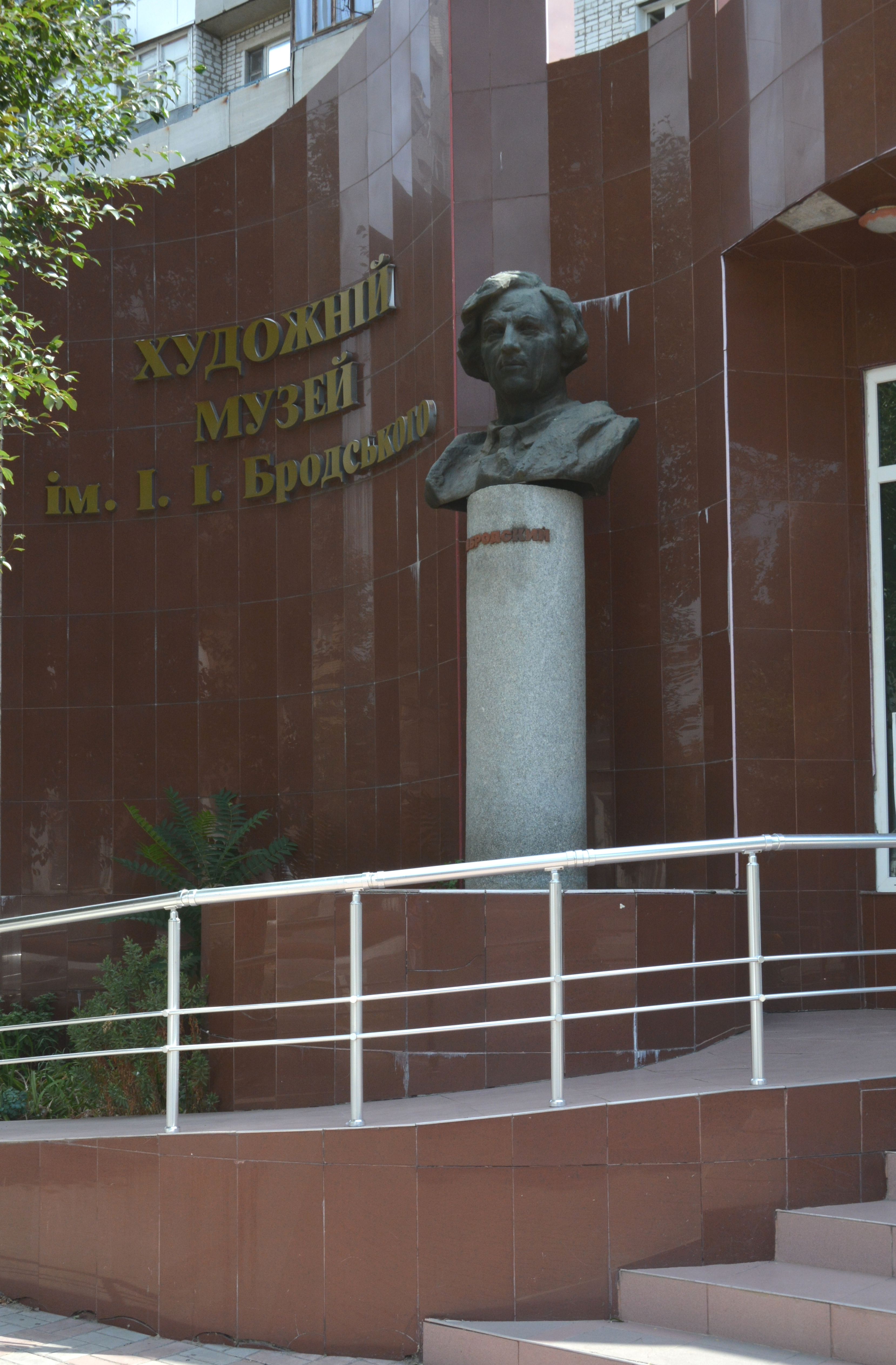
Бердянський художній музей ім. І. І. Бродського

### Історико-культурні пам'ятки
- Пам'ятник на честь загиблих моряків Азовської флотилії
- Пам'ятник на честь загиблих воїнів-рибалок
- Пам'ятник на честь 150-річчя Бердянського порту
- Пам'ятник засновнику Бердянська графу М. С. Воронцову[26].

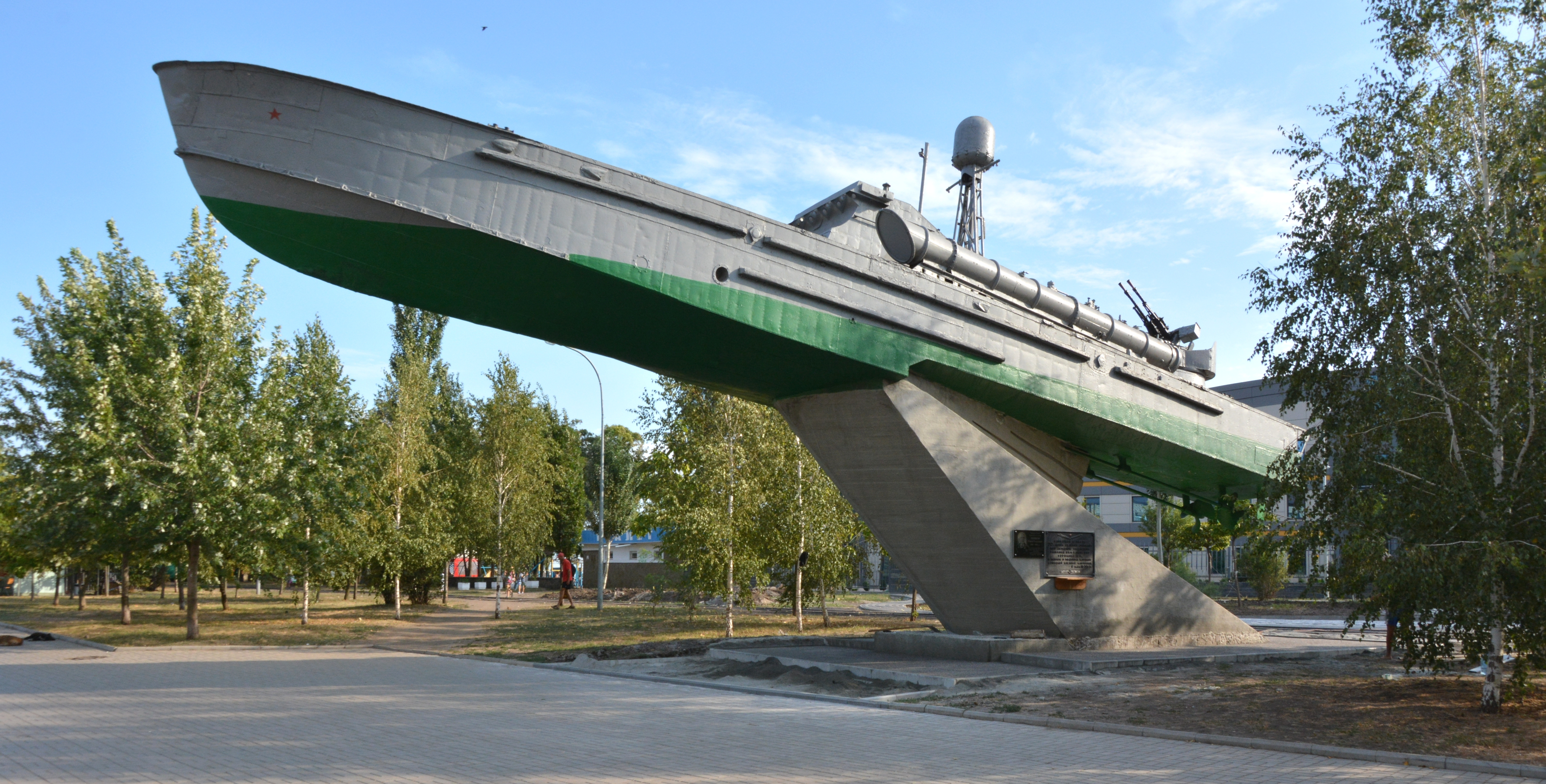
Пам'ятник на честь загиблих моряків Азовської флотилії
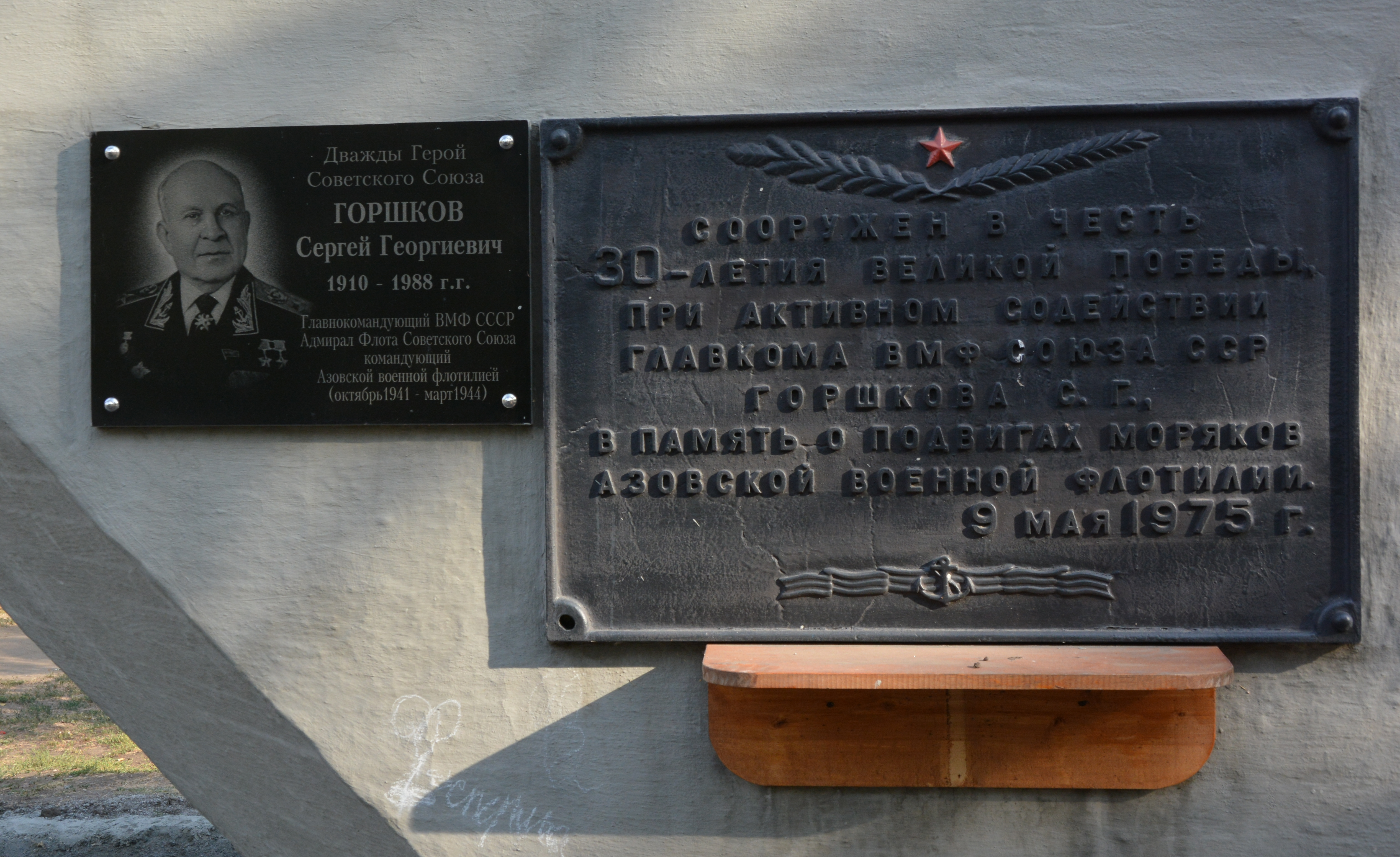
Пам'ятна дошка на пам'ятнику на честь загиблих моряків Азовської флотилії
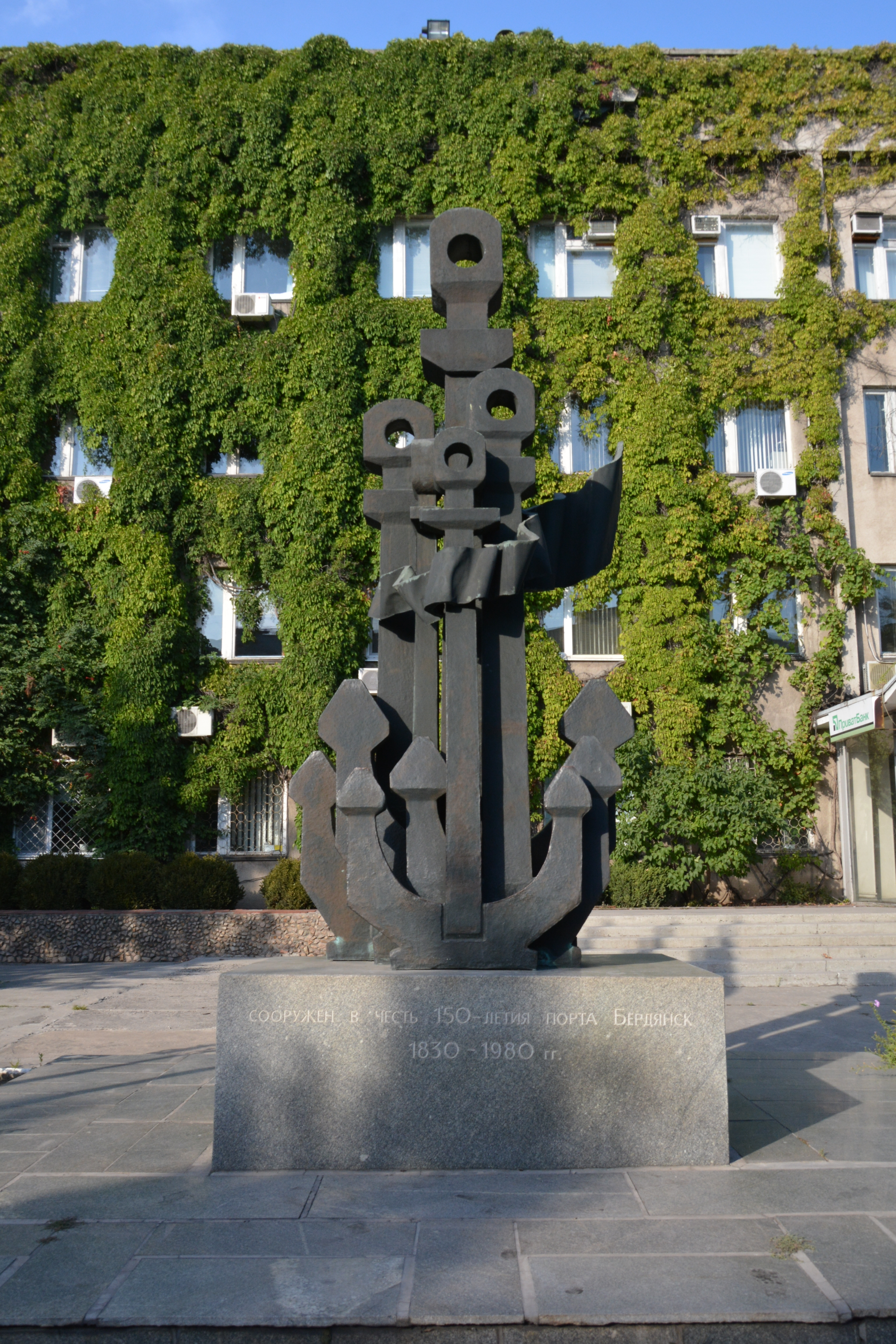
Пам'ятник на честь 150-річчя Бердянського морського порту

### Історико-архітектурні споруди
- Житловий будинок купця Ісаєва (початок XX століття)
- Житловий будинок хліботорговця Куппа
- Бердянська кенаса
- Будинок міського 4-класного училища (1911)
- Будинок чоловічої гімназії є національною пам'яткою по вулиці Петра Шмідта, у якій 1876—1880 роки навчався Петро Шмідт

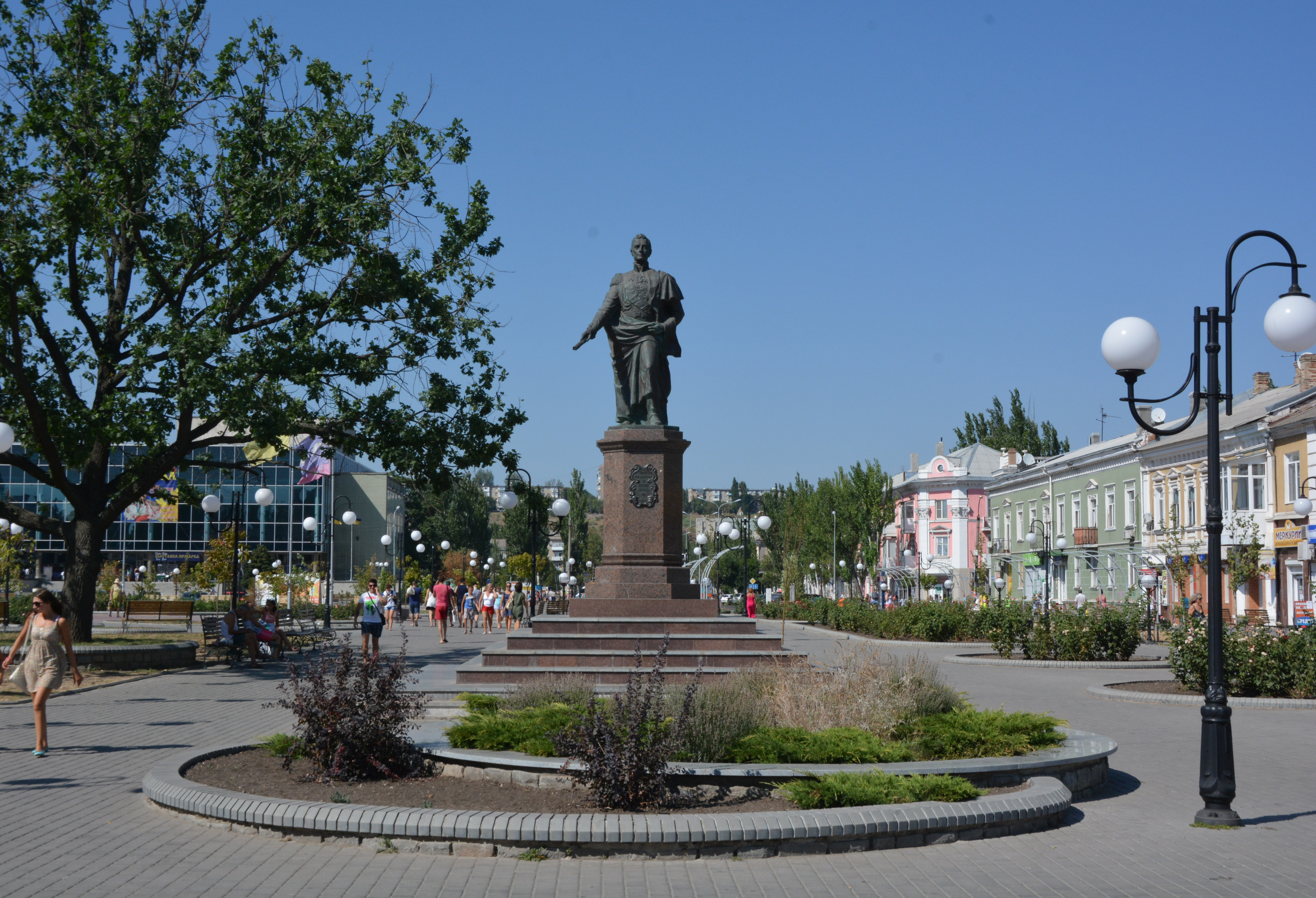
Центр міста — Азовський проспект
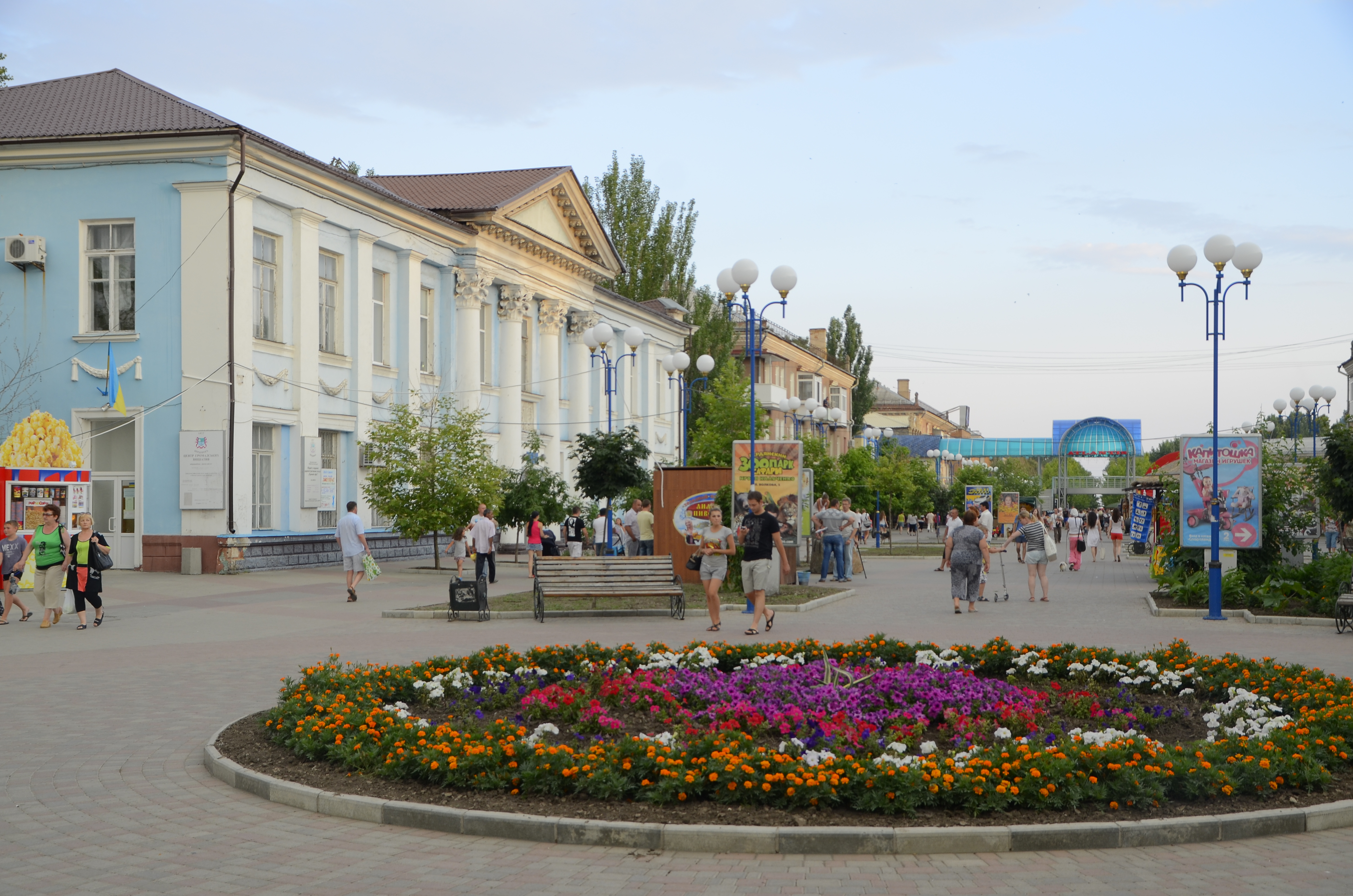
Центр міста
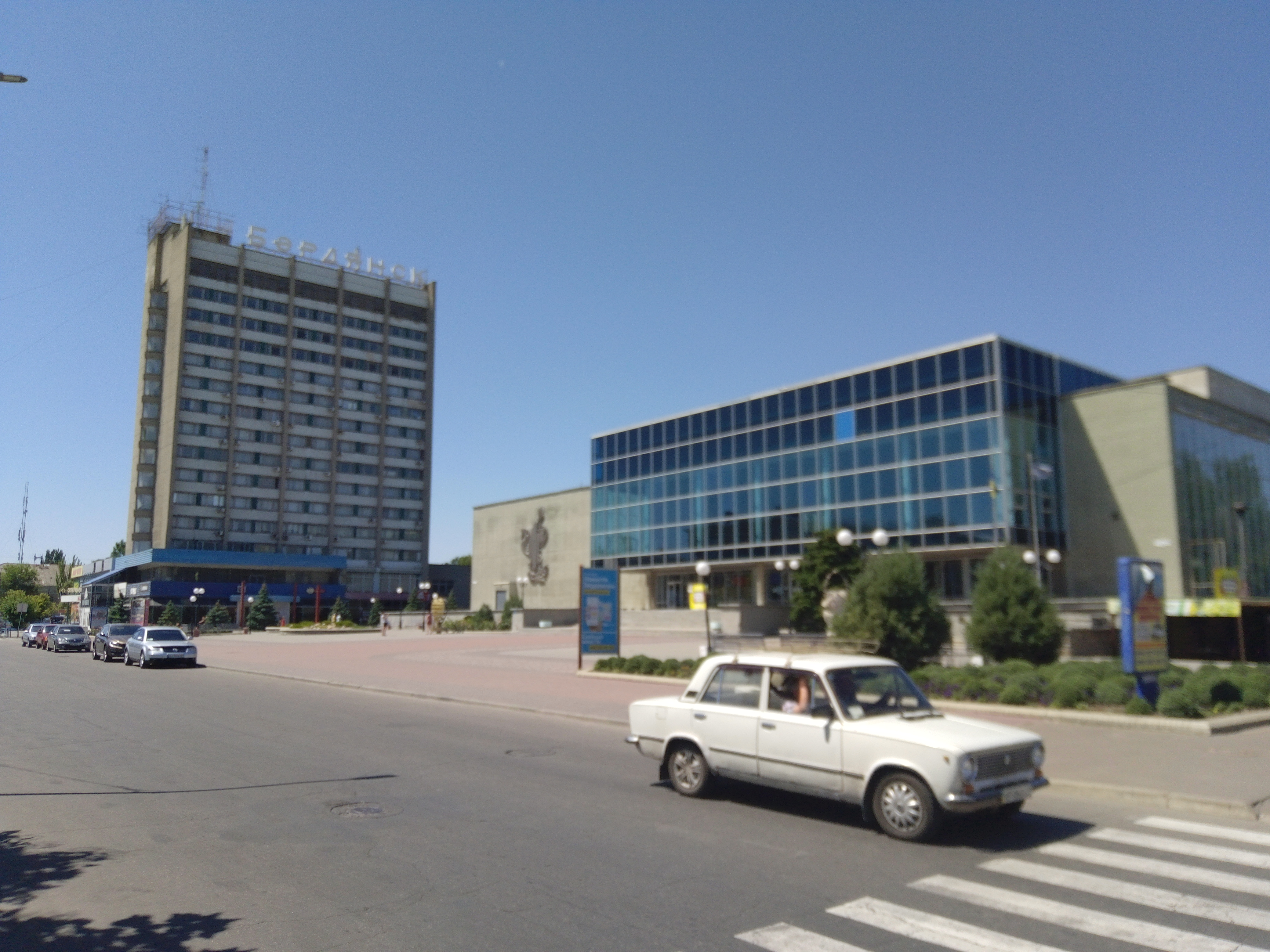
Готель «Бердянськ»

### Традиційні свята та фестивалі
- Міський фестиваль народної творчості «Зорецвіт»
- Регіональний фестиваль національних культур «Джерела рідного краю»
- Всеукраїнський фестиваль дитячої творчості «Топ-Топ»
- Регіональний фестиваль виконавців східного танцю «Експресія сходу»
- Міжнародний пленер імені І. І. Бродського «Художник і місто»

## Відомі уродженці
Див. Категорія:Уродженці Бердянська
- Абакумов Ігор — український та бельгійський велосипедист;
- Антощак Микола Володимирович — український поет;
- Бахчиванжи Володимир Ілліч (1962—2024) — сержант Збройних сил України, учасник російсько-української війни;
- Бичихін Опанас Олексійович — агроном-дослідник;
- Вертипорох Володимир Іванович — радянський розвідник, генерал-майор;
- Восленський Михайло Сергійович — російський історик і соціолог;
- Галушка Артур Аркадійович (1959—2015) — старший солдат Збройних сил України, учасник російсько-української війни;
- Коваль Людмила Вікторівна (* 1960) — докторка педагогічних наук, професорка, заслужена працівниця освіти України.
- Коваль Юрій Геннадійович (1960—2016) — старший сержант ЗСУ, учасник російсько-української війни;
- Зарва Вікторія Анатоліївна  — український літературознавець, професор;
- Зіньківський Трохим Аврамович (1861—1891) — український письменник, фольклорист і публіцист;
- Кириченко Олександр Миколайович — російський радянський ентомолог, професор;
- Конкін Михайло Парфентійович — Герой Радянського Союзу;
- Корнієнко Тиміш Никанорович — обозний 1-ї бригади 4-ї Київської дивізії Армії УНР, Герой Другого Зимового походу;
- Курбатов Костянтин Іванович — дитячий письменник;
- Куриленко Ольга Костянтинівна — фотомодель, акторка;
- Левітан Борис Мойсейович — радянський математик;
- Лисенко Федір Остапович — український геолог;
- Мезенцев Георгій Опанасович (1903—1976) — капітан далекого плавання;
- Ніколаєва Ніна Єгорівна — народна артистка України;
- Семендяєв Сергій Костянтинович — карикатурист;
- Сизоненко Олег Миколайович (1967—2016) — сержант Збройних сил України, учасник російсько-української війни;
- Хавкін Володимир Аронович — мікробіолог; створив першу в світі вакцину проти чуми і холери;
- Чернишова Лідія Дем'янівна — українська радянська артистка балету;
- Чибінєєв Роман Вікторович (1989—2019) — старший солдат Збройних сил України, учасник російсько-української війни.

## Міста-побратими
- Бельсько-Бяла, Польща
- Борислав, Україна[27]
- Гліфада, Греція
- Кременчук, Україна
- Ла-Сейн-сюр-Мер, Франція
- Лієпая, Латвія
- Ловелл, США
- Поті, Грузія
- Ямбол, Болгарія

## Галерея

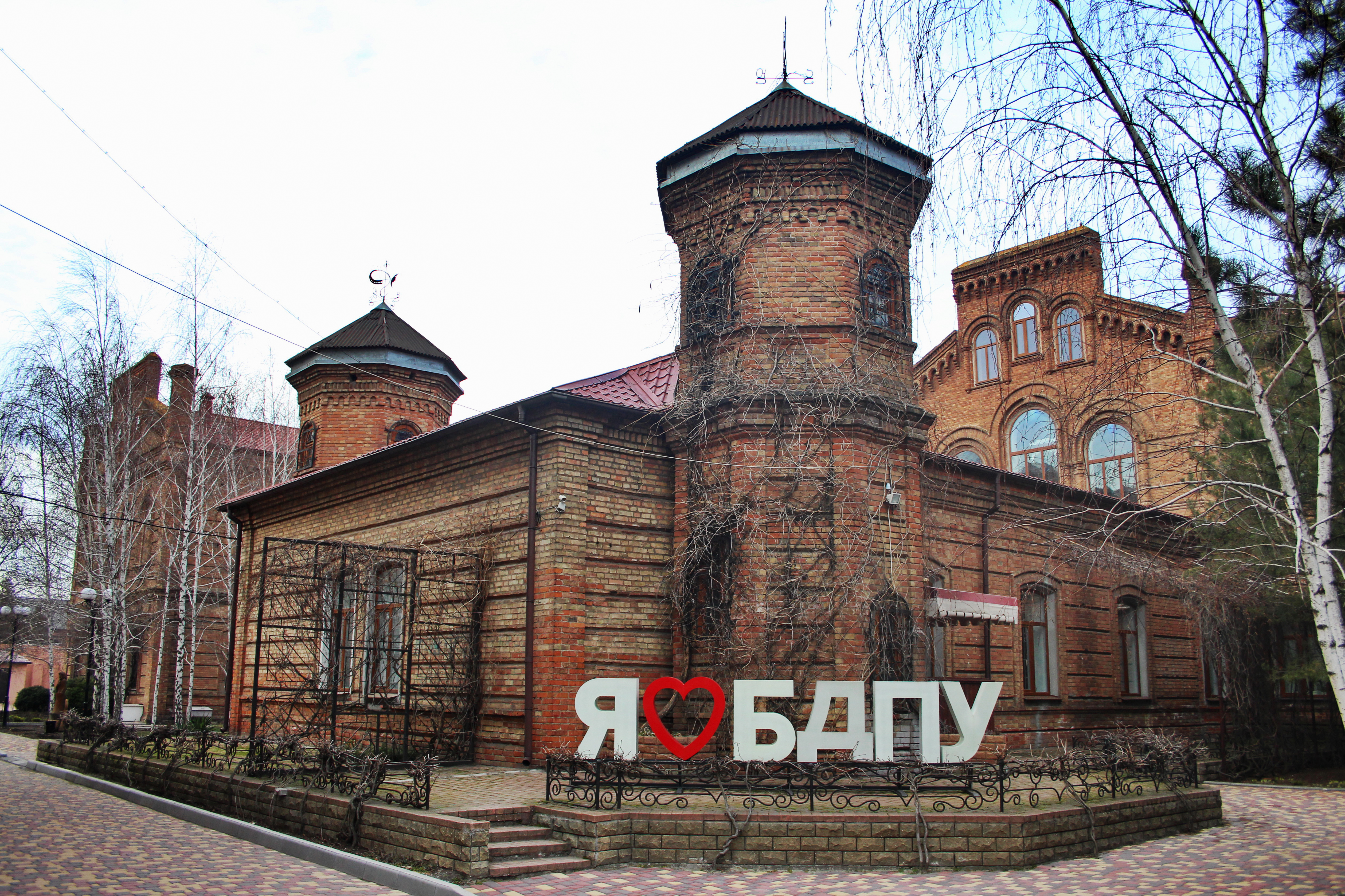
Будинок гімназії
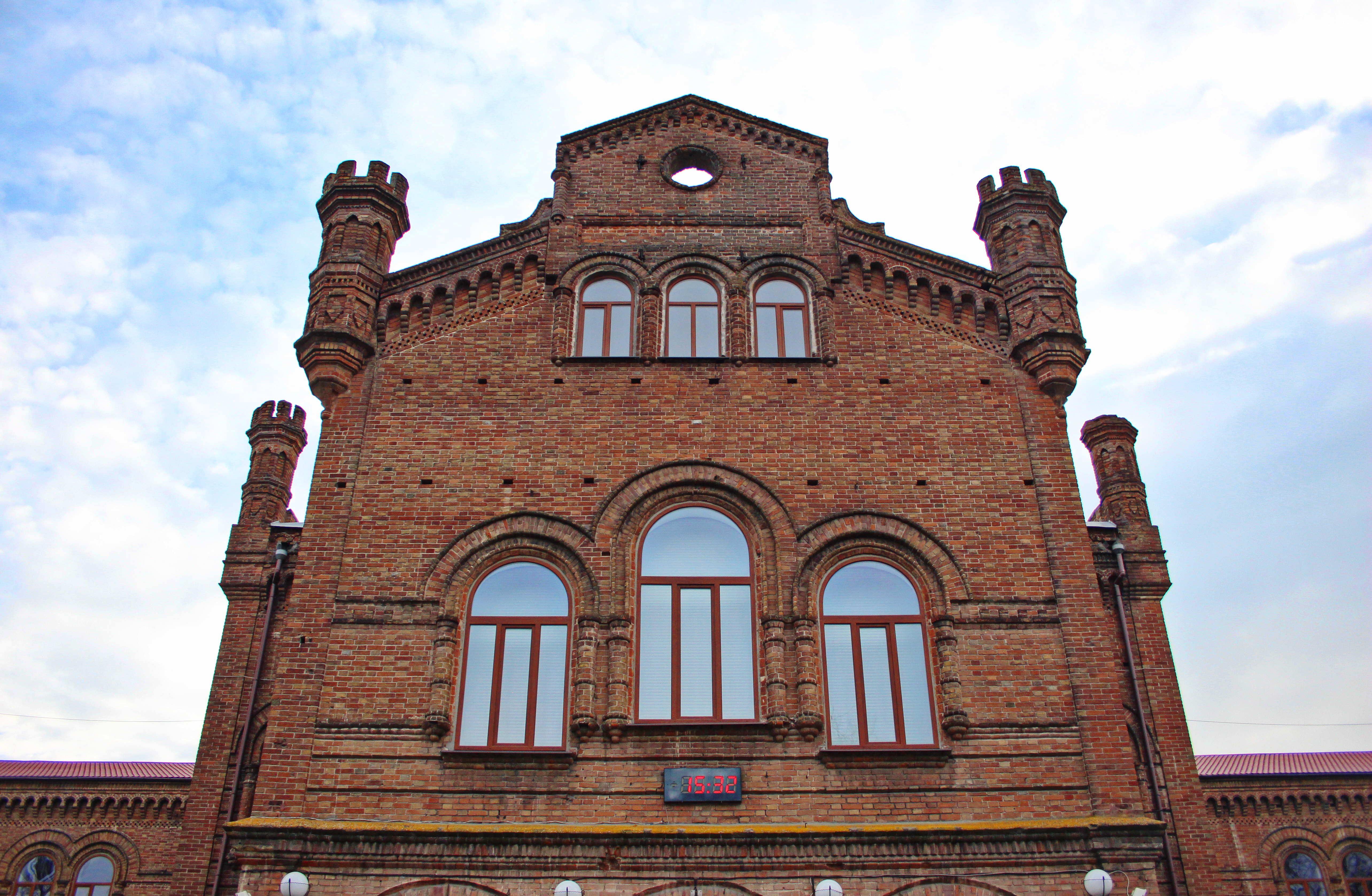
Будинок чоловічої класичної гімназії
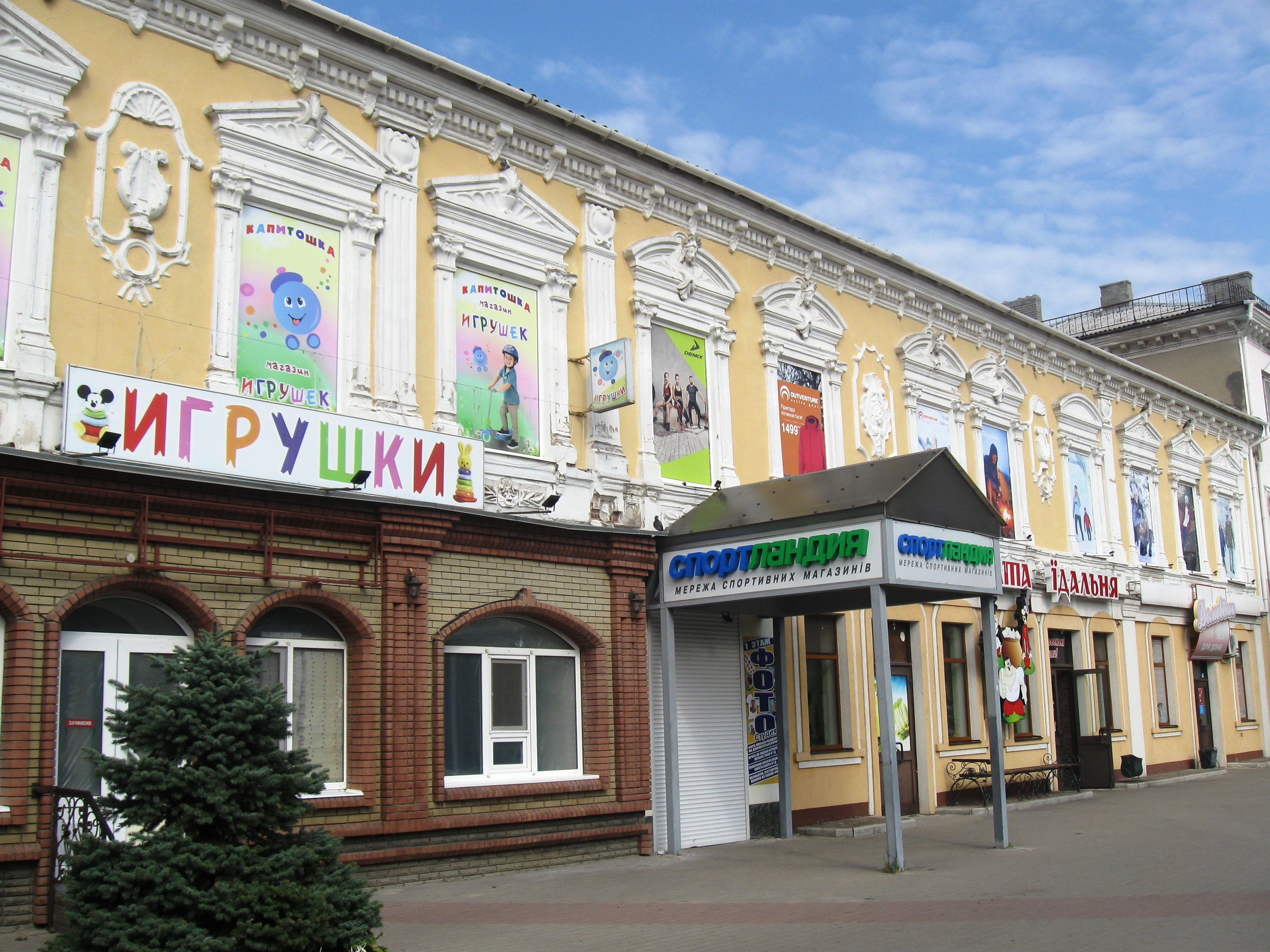
Готель «Пальміра»
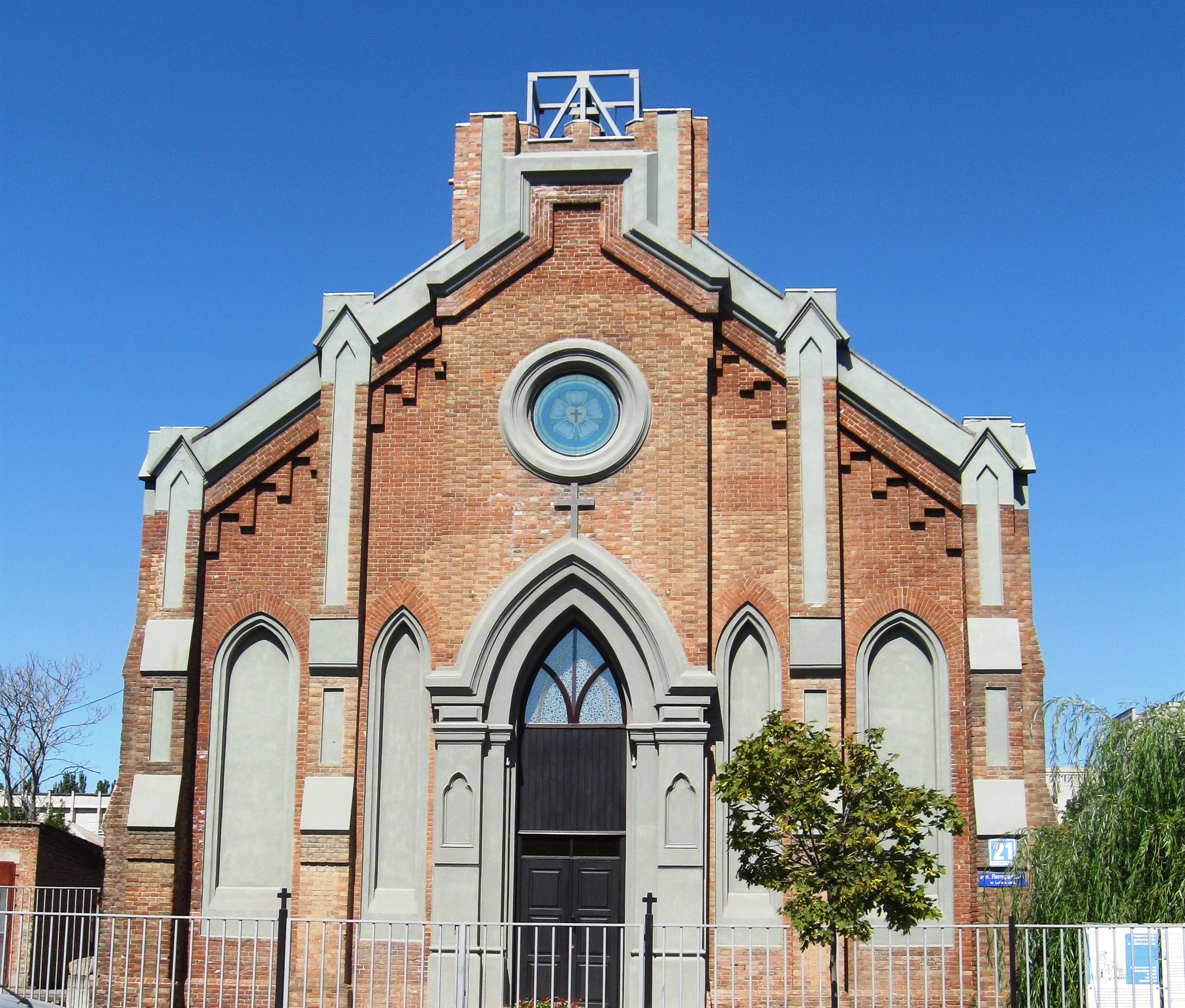
Лютеранська кірха
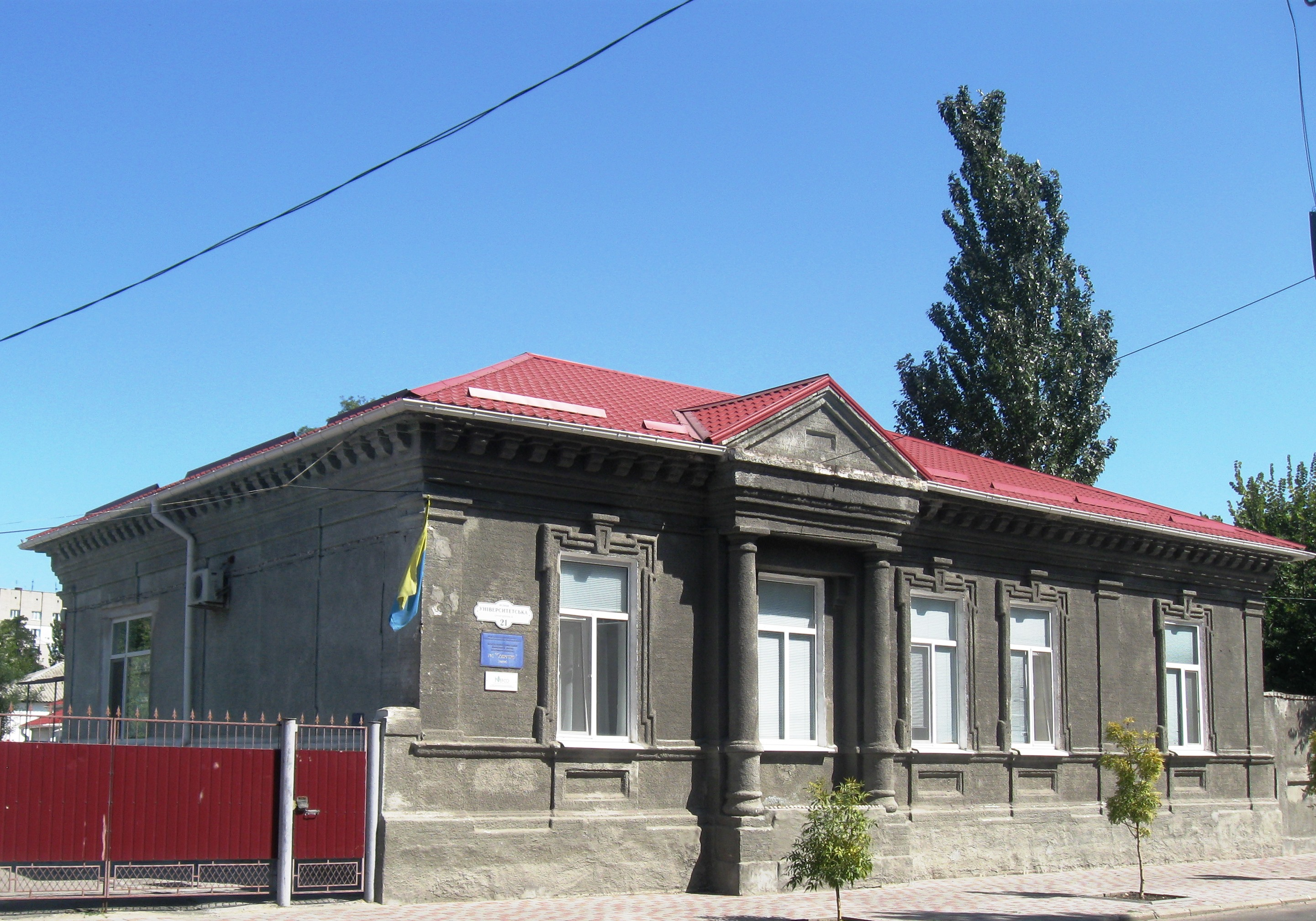
Конторський будинок хліботорговця Куппа
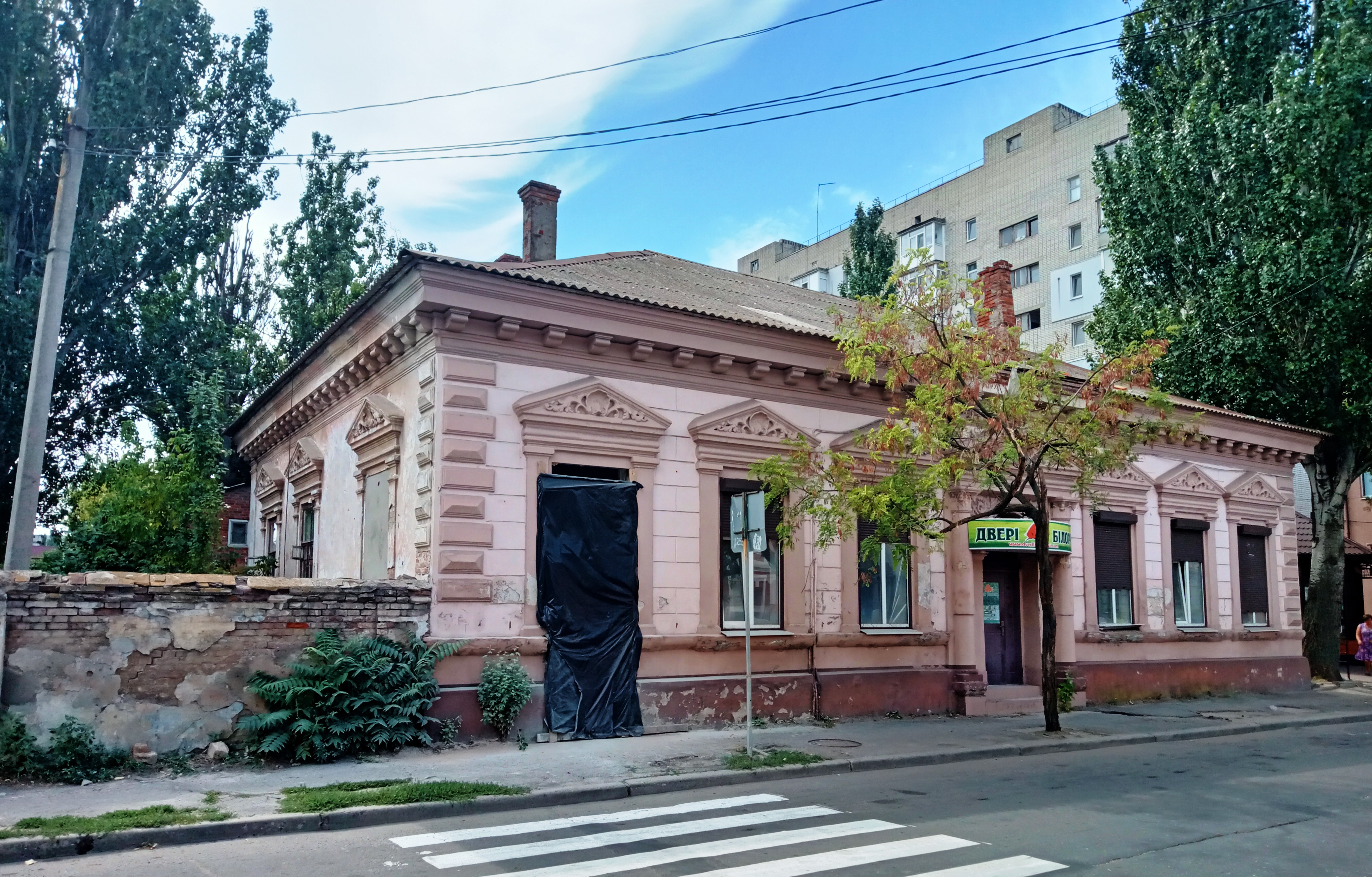
Житловий будинок купця Виродова
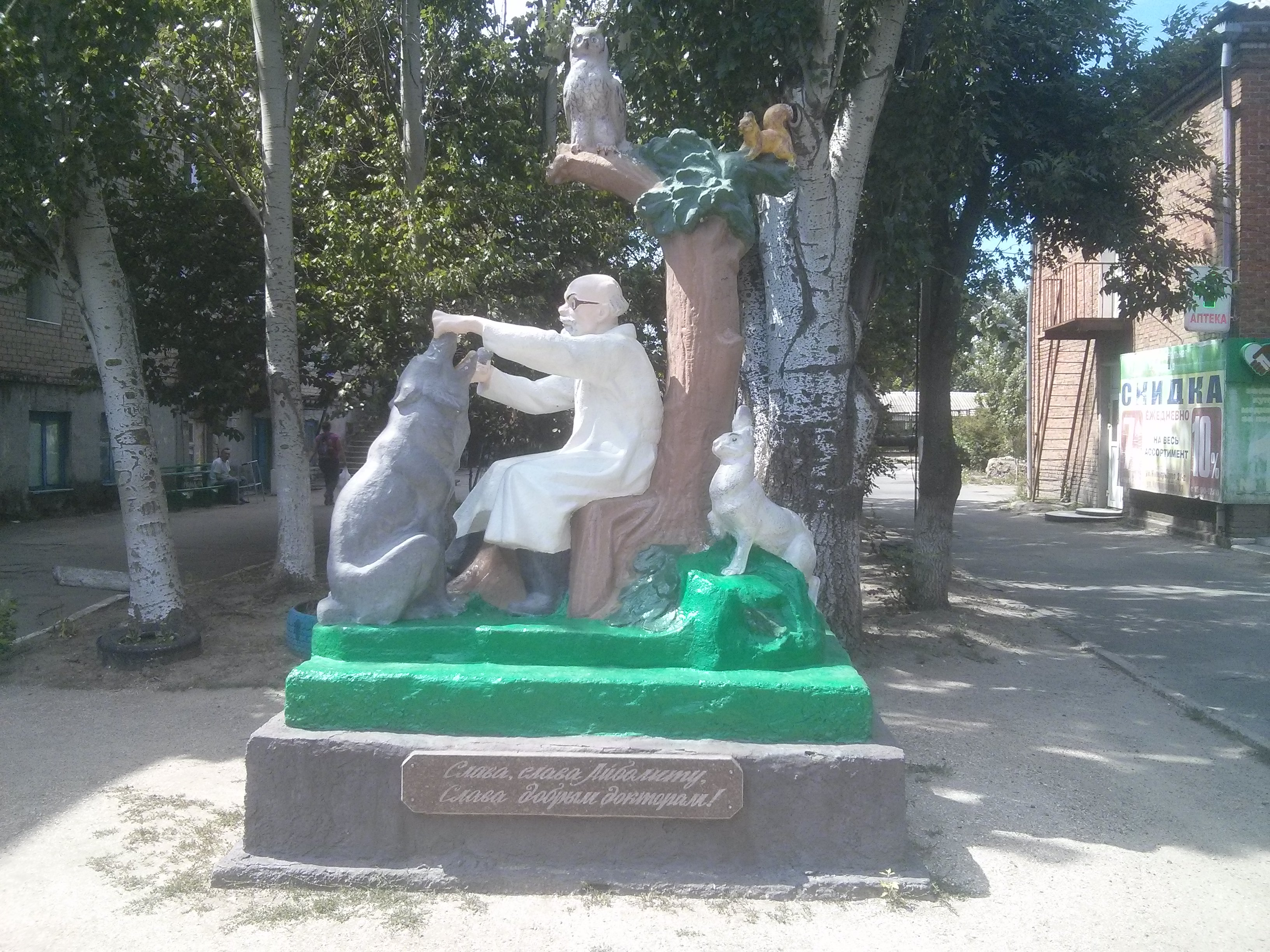
Пам'ятник Айболиту
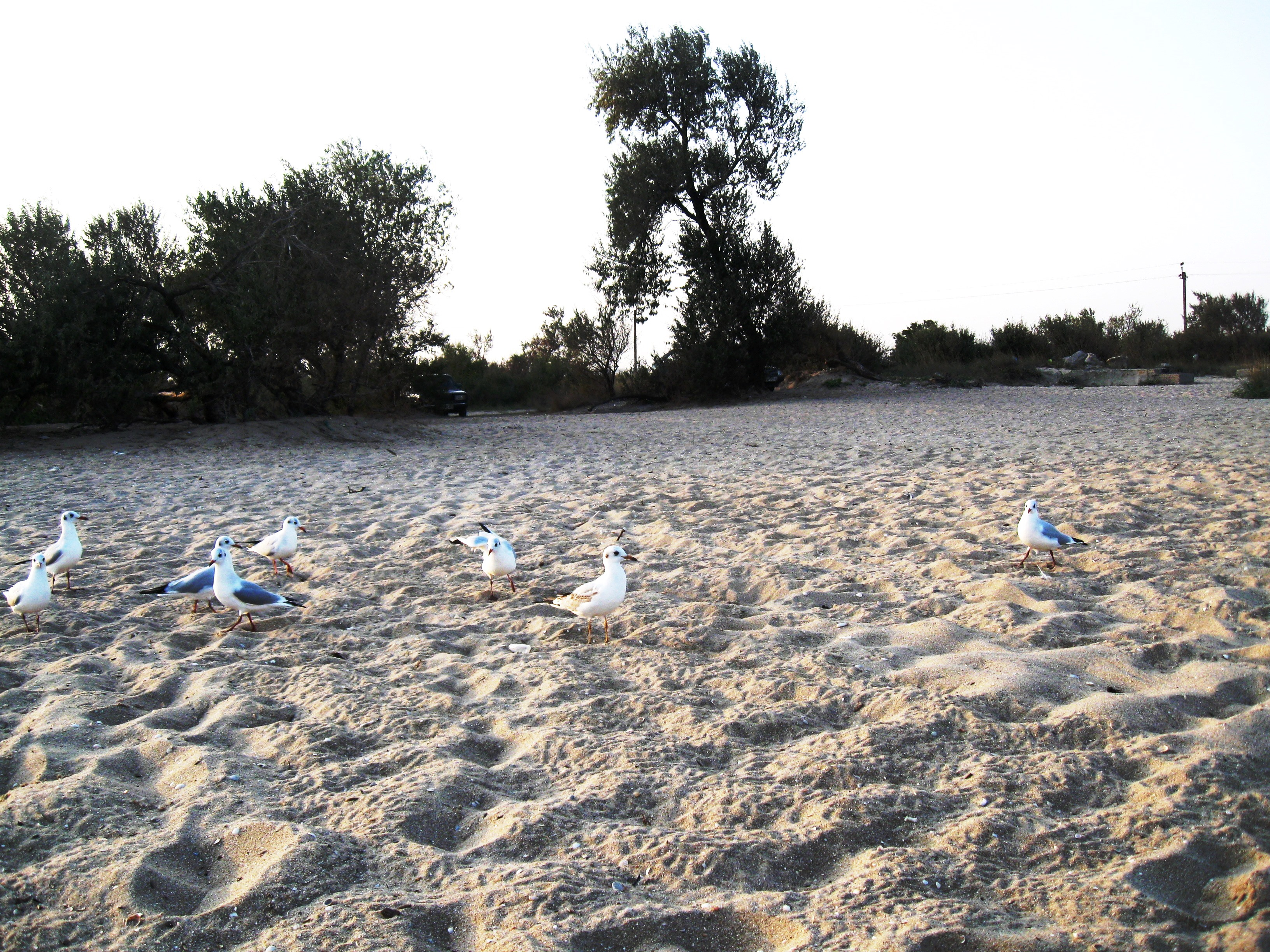
Приазовський національний природний парк
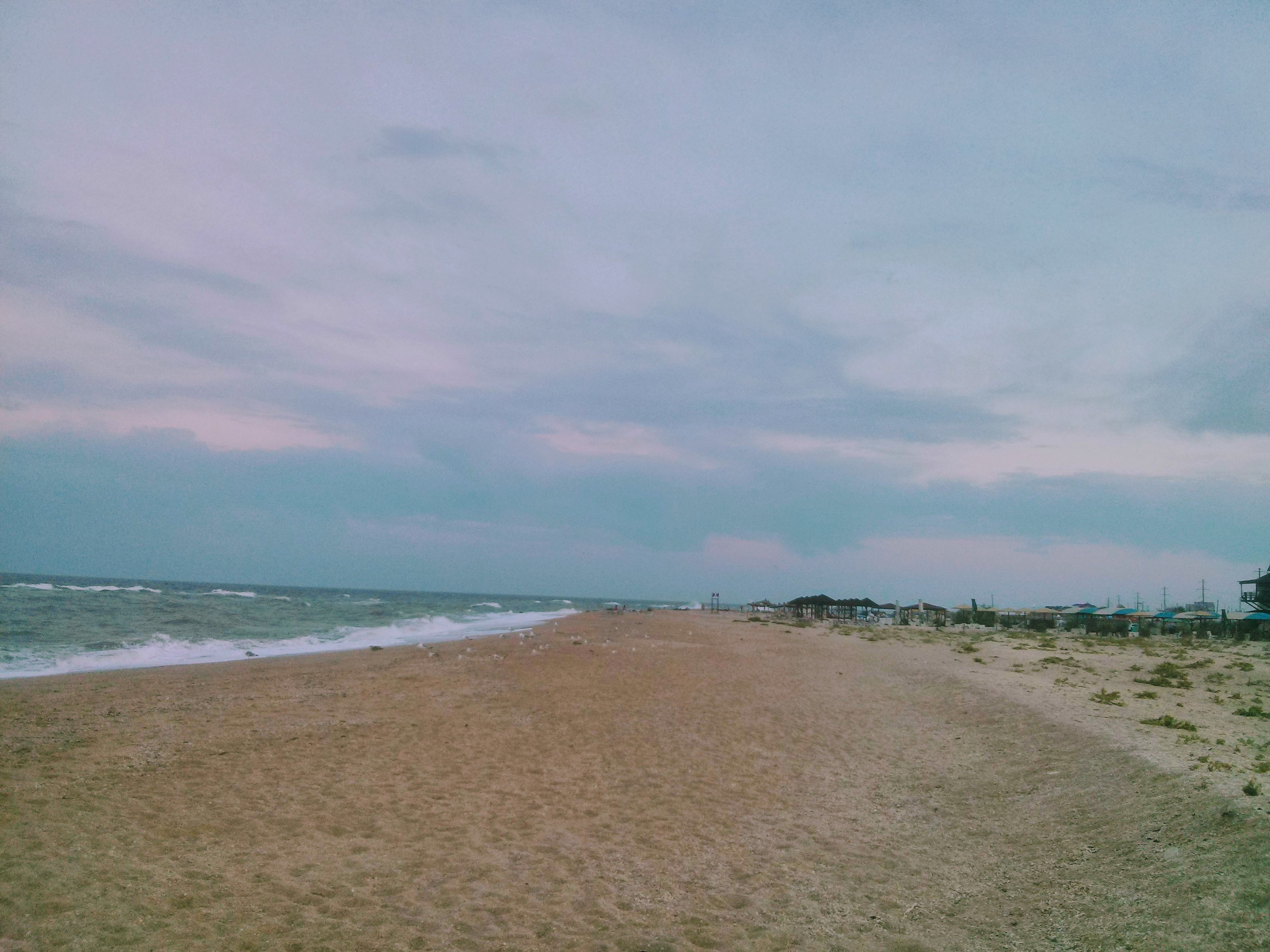
Пляж на Бердянській косі
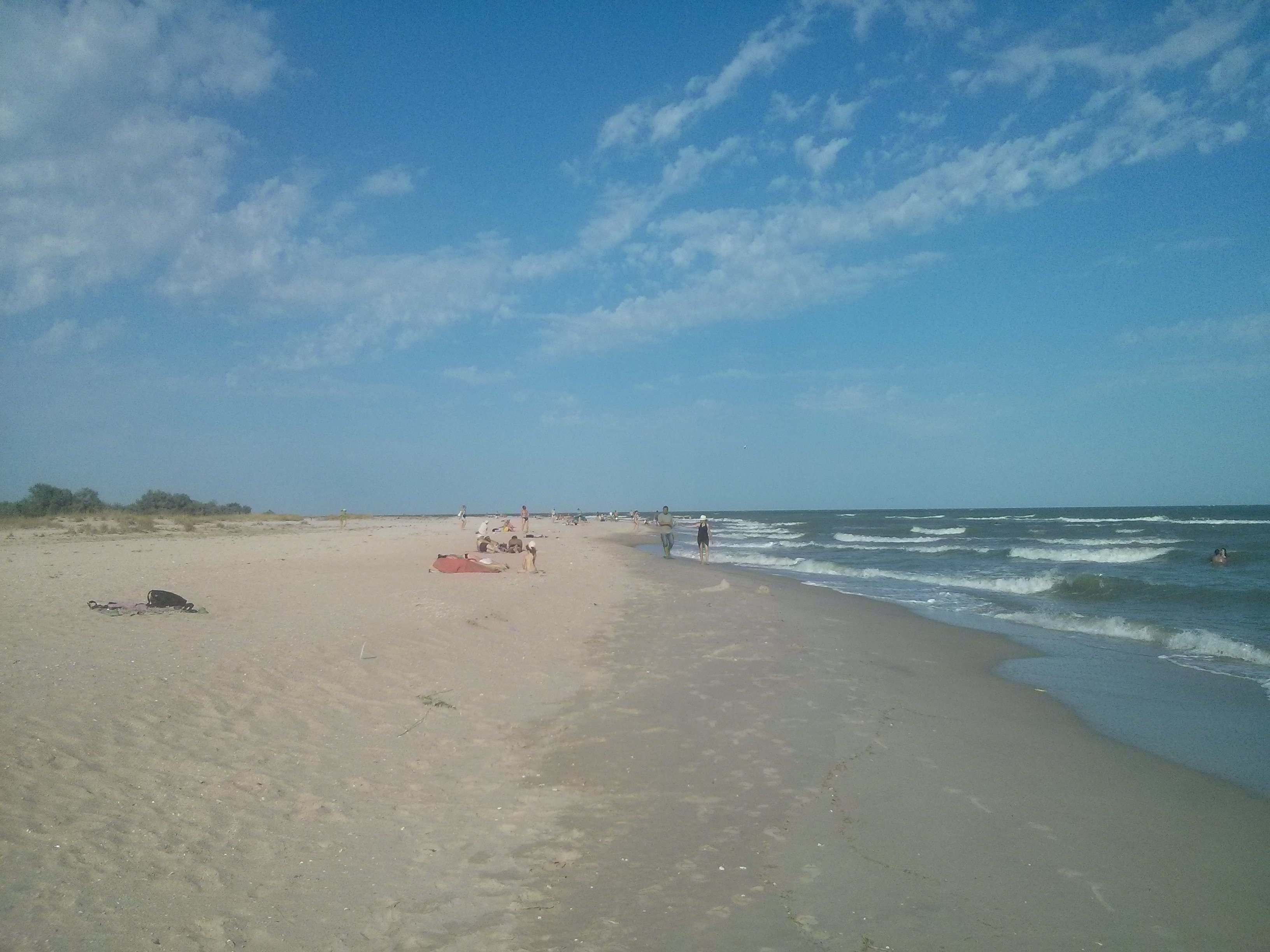
Пляж на оголовку Бердянської коси
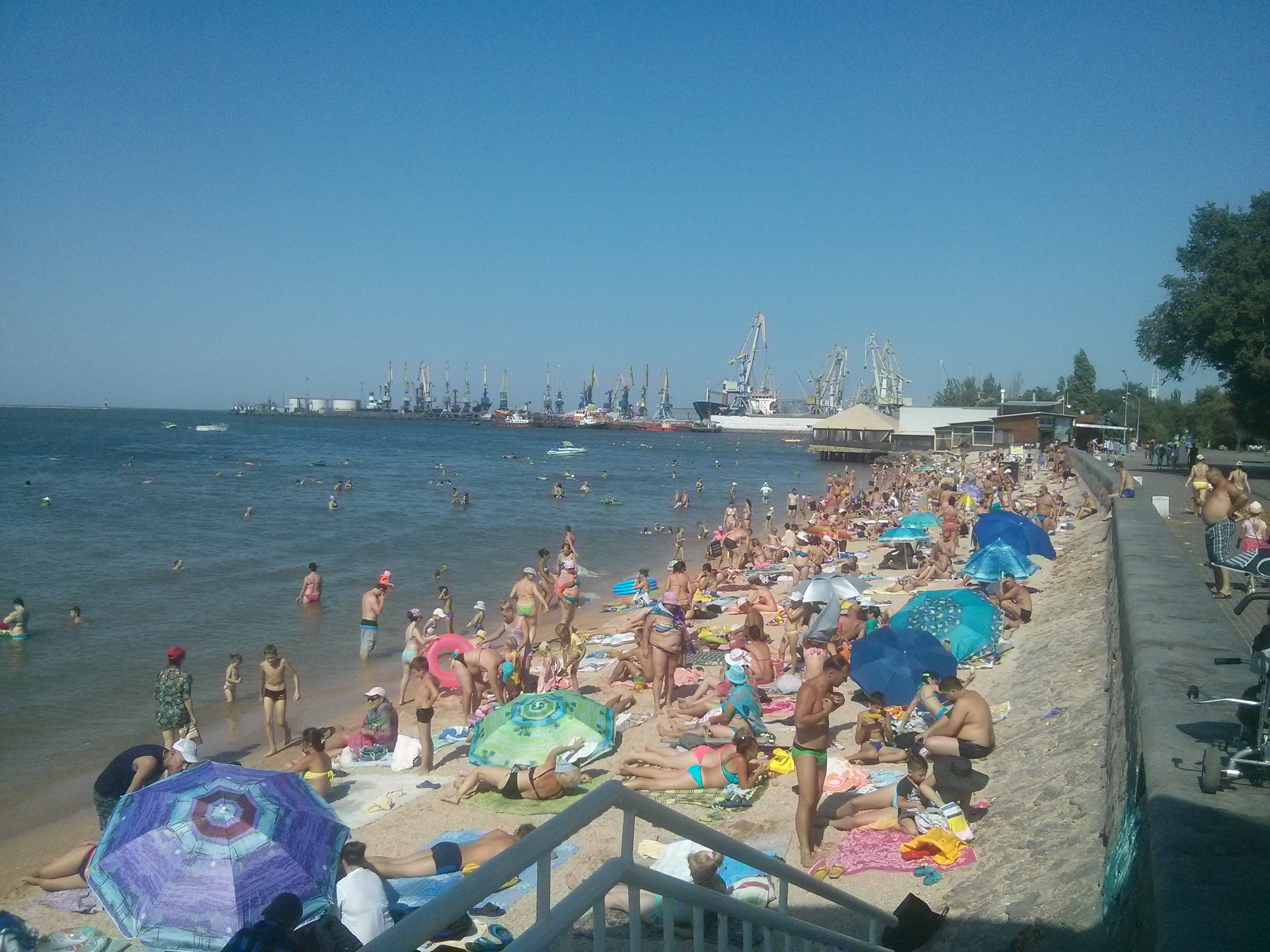
Центральний пляж
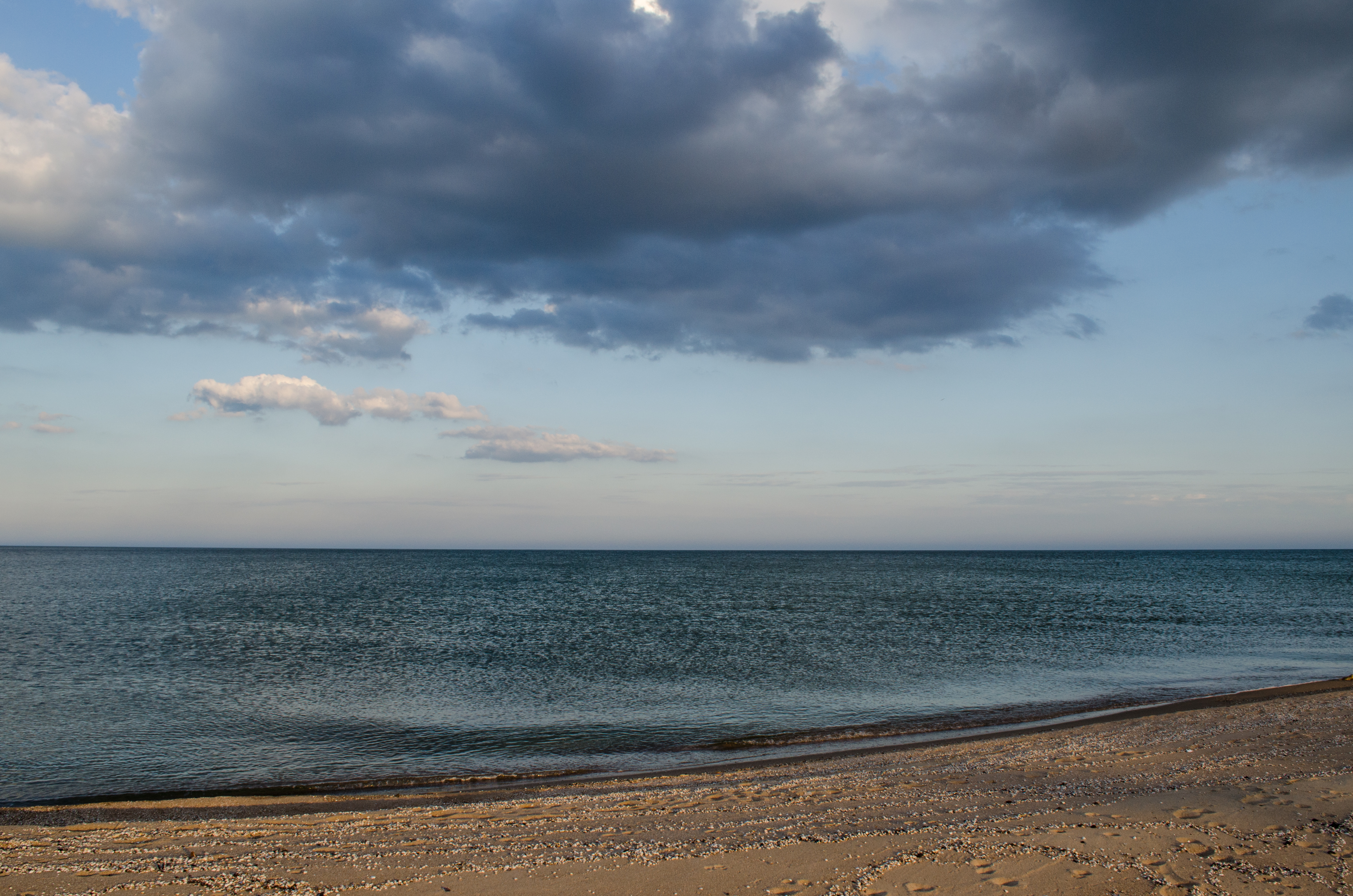
Бердянськ, Азовське море
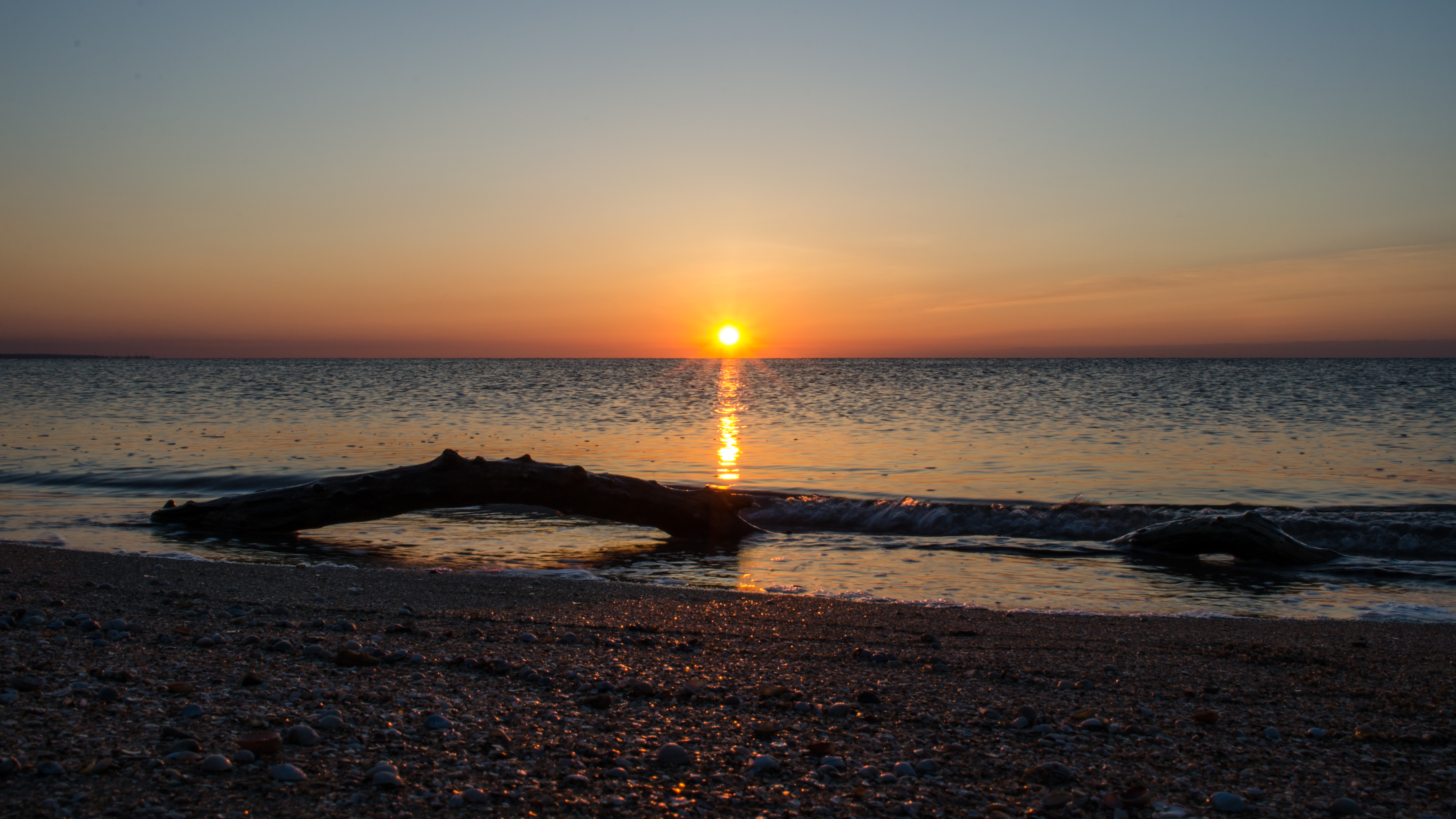
Азовське море, Бердянськ
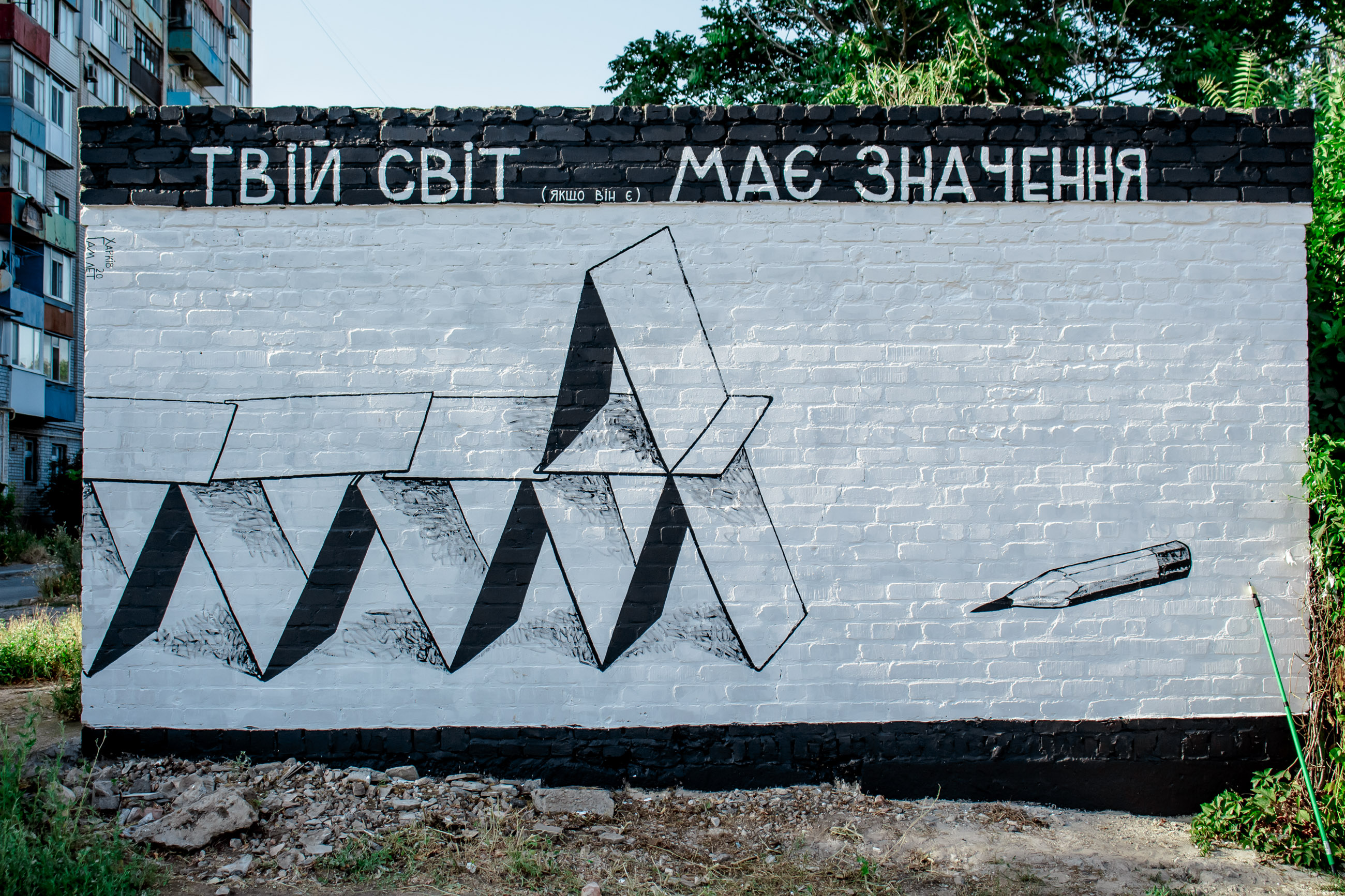
Стріт-арт у місті Бердянськ